# La Ligue des justiciers
 (décembre 2020).
Si vous disposez d'ouvrages ou d'articles de référence ou si vous connaissez des sites web de qualité traitant du thème abordé ici, merci de compléter l'article en donnant les références utiles à sa vérifiabilité et en les liant à la section « Notes et références ».
Pour le film de Zack Snyder, voir Justice League.
Batman, la relève
La Ligue des justiciers (Justice League) pour les saisons 1 et 2 en 52 épisodes, puis La Nouvelle Ligue des justiciers (Justice League Unlimited) pour les saisons 3 à 5 en 39 épisodes, est une série télévisée d'animation américaine en 91 épisodes de 22 minutes diffusée entre le 17 novembre 2001 et le 13 mai 2006 sur Cartoon Network.
Elle est adaptée du comics Justice League of America de DC Comics.
La série est la conclusion de l'univers partagé appelé DC Animated Universe qui a débuté le 5 septembre 1992 avec la série Batman de 1992 et qui comprend notamment les séries Superman de 1996, Batman de 1997 et de 1999 ainsi que les films Batman: Mask of the Phantasm (1993), Batman et Mr Freeze : Subzero (1998), Batman Beyond : Return of the Joker (2000) et Batman: Mystery Of The Batwoman (2003).
Durant ses deux premières saisons, l'équipe est composée du défenseur de Métropolis et dernier survivant de Krypton Superman, le protecteur nocturne de Gotham City Batman, le dernier survivant de la planète Mars Martian Manhunter, l'homme le plus rapide du monde Flash, l'Amazone venue de Themyscira Wonder Woman, le porteur de l'anneau Green Lantern et la justicière ailée de Thanagar Hawkgirl. Par la suite, l'équipe vint à s'étoffer et l'équipe comporte notamment l'Atome, Black Canary, Supergirl, Captain Atom, Docteur Fate, Green Arrow, Vixen ou encore Steel parmi les plus réguliers.
L'équipe devra faire face à plusieurs super-vilains emblématiques comme Gorilla Grodd, Lex Luthor ou encore Darkseid.
Dirigée par Andrea Romano (en), la distribution comprend notamment George Newbern, Kevin Conroy, Carl Lumbly, Michael Rosenbaum, Susan Eisenberg, Phil LaMarr, Maria Canals, Powers Boothe Clancy Brown, CCH Pounder et Michael Ironside.
En France, la série a été diffusée à partir du 3 mars 2002 sur France 3 dans l'émission F3X, rediffusée sur Cartoon Network, sur Boing, puis sur France 4 sur Toonami en 2023. Au Québec, elle a été diffusée à partir du 30 août 2003 sur VRAK.TV,.

## Synopsis

### Saisons 1 et 2
Les plus grands super-héros du monde, menés par Superman, Batman, Green Lantern, Wonder Woman, Martian Manhunter, Flash et Hawkgirl collaborent contre la criminalité grandissante et les nouvelles menaces d'invasions extra-terrestres. Gardiens de la justice, ils sont le dernier rempart pour déjouer les conspirations les plus machiavéliques.
Les deux premières saisons relatent les histoires des sept membres fondateurs de la Ligue des Justiciers.

### Saisons 3 à 5
Quand le premier épisode de la saison 3 commence, Superman s’adresse à une assemblée impressionnante de super héros. Lui et le reste de la Ligue des Justiciers, qui, dans le passé, a inclus Flash, Green Lantern, Batman, Superman, Wonder Woman, Martian Manhunter (J’onn Jonzz) et Hawkgirl, se sont rendu compte que l’univers pourrait mieux être servi en agrandissant le groupe, en étant plus actifs et en coordonnant mieux leurs actions. Tous ces super héros sont réunis à bord de la tour de guet dans la station spatiale orbitale.
J’onn Jonzz continue de veiller à travers les galaxies et affecte des équipes de super héros aux problèmes d’attirail. Mais ce n’est pas toujours sans ennuis pour les membres de la Ligue actuelle car si les super héros travaillent habituellement seuls et sont puissants, ils ont tous des personnalités différentes, ainsi les conflits surgissent inévitablement. Mais dans le cas de la nouvelle Ligue des Justiciers, ces super héros traitent des guerres civiles, combattent des criminels et des monstres, ainsi ils doivent apprendre à travailler ensemble. La nouvelle Ligue inclut certains des super héros les plus célèbres, tels que Green Arrow, Supergirl, Captain Atom et Black Canary. D'autres membres peuvent être un peu plus obscurs comme Hawk et Dove qui sont des frères avec des « techniques » de résolution de conflit très différentes.
Cette Ligue nouvellement reconstituée est également marquée par l'endurcissement de caractère de Superman, n’hésitant pas à reprendre très sévèrement certains écarts de conduite de la part d'autres membres de la Ligue. Cela crée ainsi une rupture avec l'image douce et parfois trop lisse que de nombreuses personnes ont de lui, reproches dont il fait souvent l’objet.

## Fiche technique
- Producteurs : Dwayne McDuffie, Shaun McLaughlin, Bruce W. Timm, James Tucker, Rich Fogel, Glen Murakami, Linda Steiner
- Réalisateurs : Dan Riba, Butch Lukic, Joaquim Dos Santos
- Scénaristes : Dwayne McDuffie, Stan Berkowitz, Rich Fogel, J.M. DeMatteis, Matt Wayne, Paul Dini, Keith Damron, Joseph Kuhr, Robert Goodman, Neal Adams, Andrew Kreisberg, Len Uhley, Ernie Altbacker
- Créateurs des personnages originaux : Joe Shuster, Jerry Siegel, Bob Kane, John Broome, Carmine Infantino, William Moulton Marston, Gardner Fox, Robert Kanigher, Paul Norris, Mort Weisinger, C. C. Beck, Bill Parker, Len Wein, Jim Starlin, Robert Bernstein, Al Plastino, Jerry Robinson...
- Montages : Joe Gall, Krandal Crews
- Musique : Lolita Ritmanis, Kristopher Carter & Michael McCuistion

## Distribution

### Héros

#### Membres fondateurs de la Justice League
- George Newbern (VF : Emmanuel Jacomy ;  VF : François Bourcier, 2e voix) : Kal-El / Clark Kent / Superman
- Kevin Conroy (VF : Bruno Carna ;  VF : Stefan Godin, 2e voix) : Bruce Wayne / Batman
- Susan Eisenberg (VF : Marie-Frédérique Habert) : Diana / Wonder Woman
- Carl Lumbly (VF : Boris Rehlinger) : J'onn J'onzz / Martian Manhunter
- Phil LaMarr (VF : Michel Vigné) : John Stewart / Green Lantern
- Maria Canals (VF : Martine Meirhaeghe) : Shayera Thal Hol / Hawkgirl
- Michael Rosenbaum (VF : David Kruger) : Wally West / Flash

#### Autres membres de la Justice League
- John C. McGinley (VF : Olivier Cordina) : L'Atome
- Morena Baccarin (VF : Dominique Westberg) : Black Canary
- Nicholle Tom (VF : Caroline Victoria) : Supergirl
- George Eads[n 1] puis Chris Cox[n 2] (VF : Olivier Cordina, Roland Timsit, Jean-Louis Rugarli) : Captain Atom
- Oded Fehr (VF : Marc Alfos ;  VF : Stefan Godin, 2e voix) : Docteur Fate
- Kin Shriner (en) (VF : Roland Timsit) : Green Arrow
- Jeffrey Combs (VF : Jean-Louis Rugarli ;  VF : Philippe Vincent, 2e voix) : Question
- Giselle Loren (en) (VF : Dominique Westberg ;  VF : Delphine Benko, 2e voix) : Stargirl
- Michael Beach : Mister Terrific
- Powers Boothe (VF : Jérôme Frossard) : Red Tornado
- Gina Torres (VF : Agnès Manoury) : Vixen
- Phil LaMarr (VF : Thierry Hubert, Sébastien Desjours, Marc Saez) : Steel
- Michael Rosenbaum[n 3] puis Nathan Fillion[n 4] : Vigilante
- Chris Cox : Shining Knight
- Jennifer Hale[n 5] puis Juliet Landau[n 6] : Zatanna
- Tom Everett Scott (VF : Tanguy Goasdoué) : Booster Gold
- Jerry O'Connell (VF : Thomas Roditi) : Captain Marvel[n 7]
- Dennis Farina (VF : Jérôme Frossard) : Wildcat
- Amy Acker (VF : Caroline Maillard) : Huntress
- Tom Sizemore (VF : Philippe Vincent ;  VF : Patrice Baudrier, 2e voix) : Rex Mason / Metamorpho
- Peter Onorati (VF : Olivier Cordina) : B'wana Beast
- Jeremy Piven (VF : Taric Mehani ;  VF : Magid Bouali, 2e voix) : Elongated Man
- Maria Canals (VF : Charlotte Vermeil) : Fire (en)
- Billy West (VF : Tanguy Goasdoué) : Skeets

#### Autres protagonistes
- Robert Picardo (VF : Roland Timsit) : Amazo
- Scott Rummell (fi) (VF : Olivier Cordina ;  VF : Jean-Louis Rugarli, 2e voix) : Aquaman
- Patrick Duffy (VF : Damien Boisseau) : Steve Trevor
- Dana Delany (VF : Caroline Maillard ;  VF : Charlotte Vermeil, 2e voix) : Lois Lane
- Will Friedle (VF : Magid Bouali ;  VF : Jérôme Frossard, 2e voix) : Terry McGinnis / Batman
- Phil LaMarr : Virgil Ovid Hawkins / Static (en)
- Peter Onorati : Warhawk
- Dennis Haysbert : Kilowog
- René Auberjonois : Galius Zed
- Michael Rosenbaum : Arkkis Chummuck
- Kim Mai Guest : Katma Tui et Linda Park (en)
- Will Friedle : Kyle Rayner
- Brad Garrett (VF : Marc Alfos) : Lobo
- Adam Baldwin : Jonah Hex
- Kevin Michael Richardson : le général Wells
- Efrem Zimbalist Jr. (VF : Jacques Ciron) : Alfred Pennyworth
- Mike Farrell : Jonathan Kent
- Shelley Fabares : Martha Kent
- Scott Patterson (VF : Roland Timsit) : King Faraday (en)
- James Remar (VF : Bertrand Liebert ;  VF : Nicolas Marié, 2e voix) : Hawkman
- Daniel Dae Kim (VF : Jean-Louis Rugarli) : Metron
- Paul Guilfoyle (VF : Denis Laustriat) : Warlord
- Raphael Sbarge (VF : Magid Bouali) : Deadman
- David Kaufman (en) : Jimmy Olsen

Photos des comédiens de la distribution des protagonistes principaux de la série
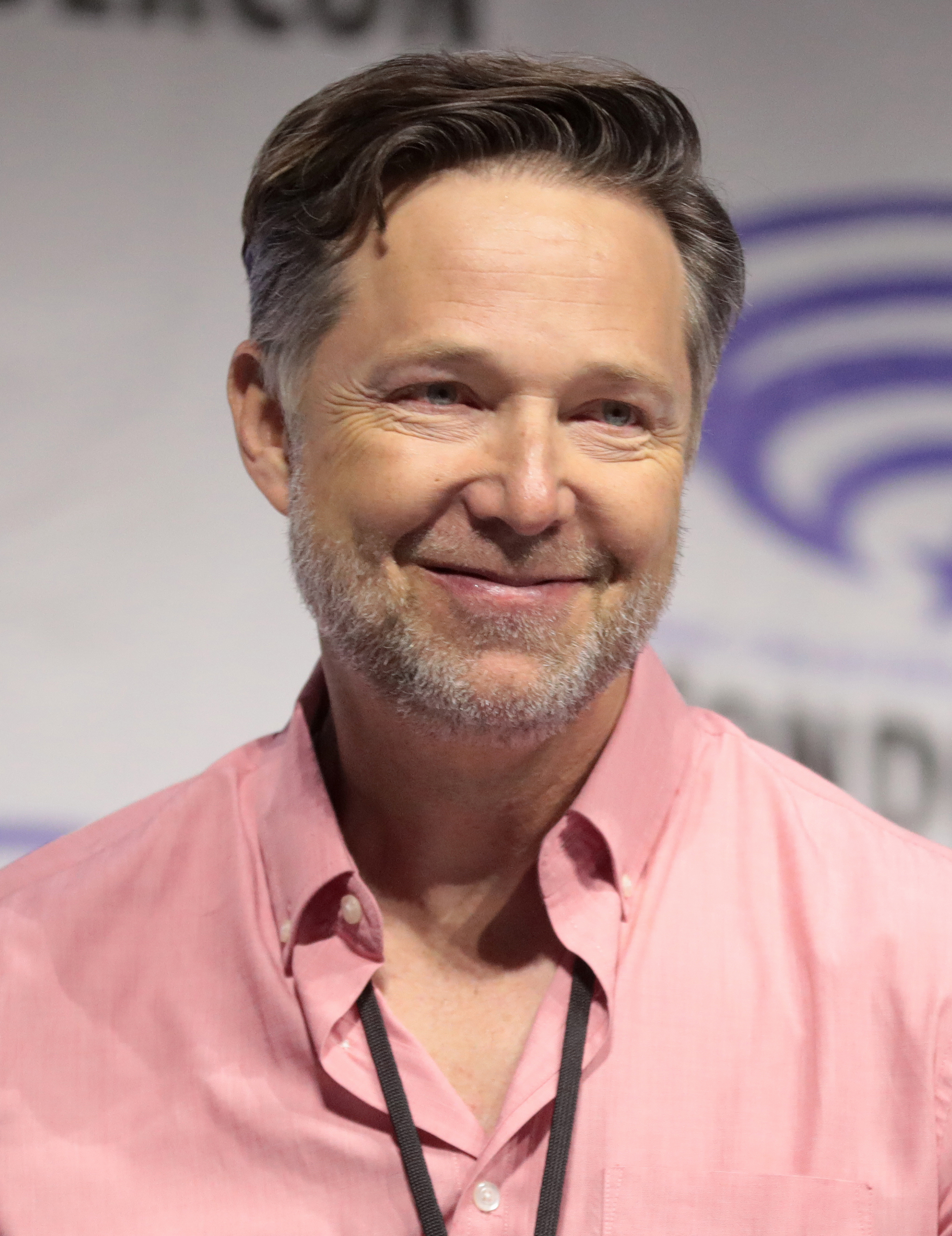
George Newbern en 2019.
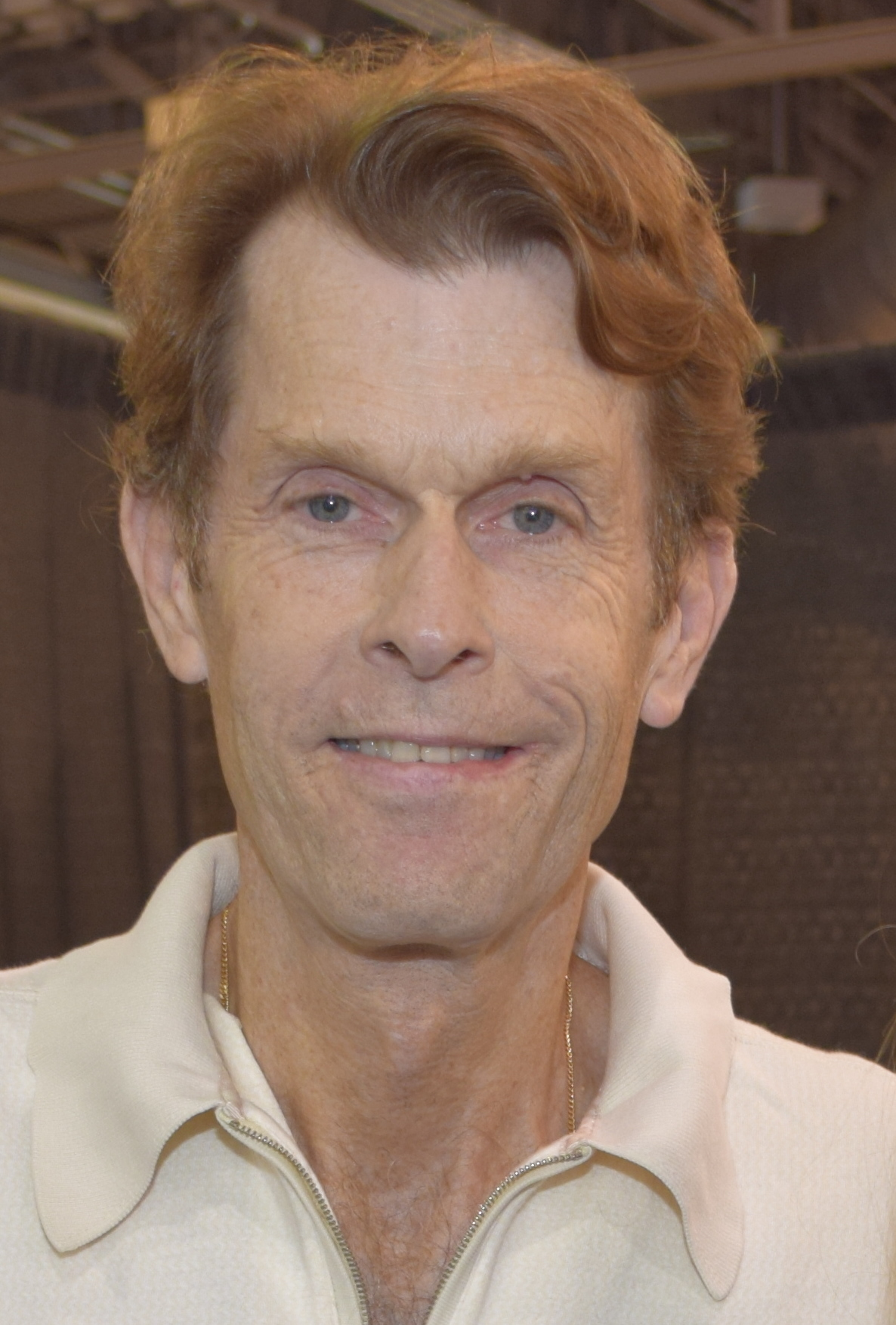
Kevin Conroy en 2015.
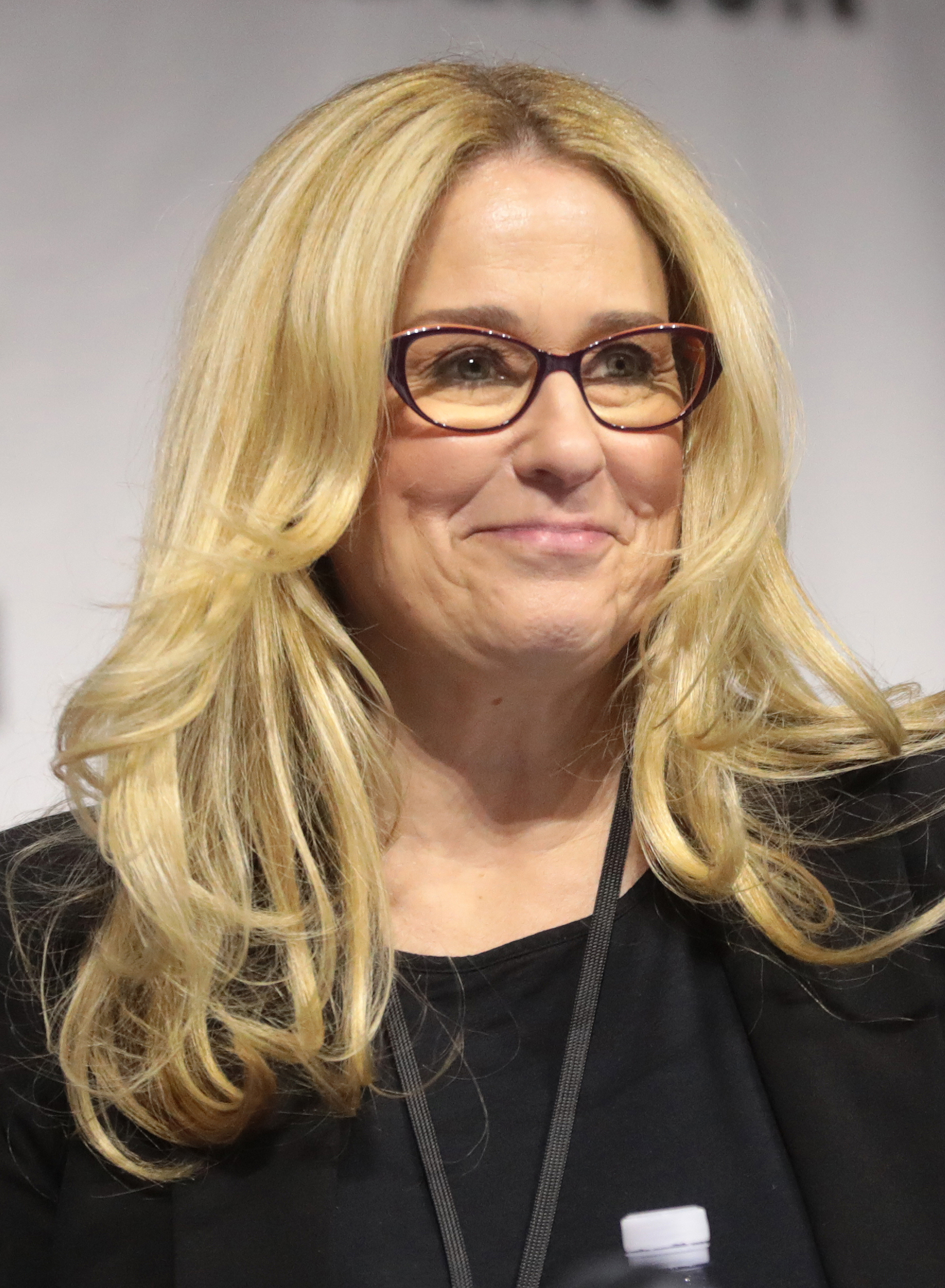
Susan Eisenberg en 2019.
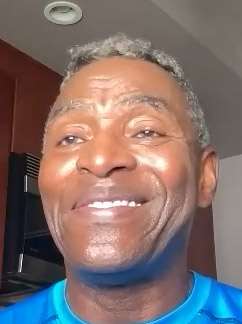
Carl Lumbly en 2022.
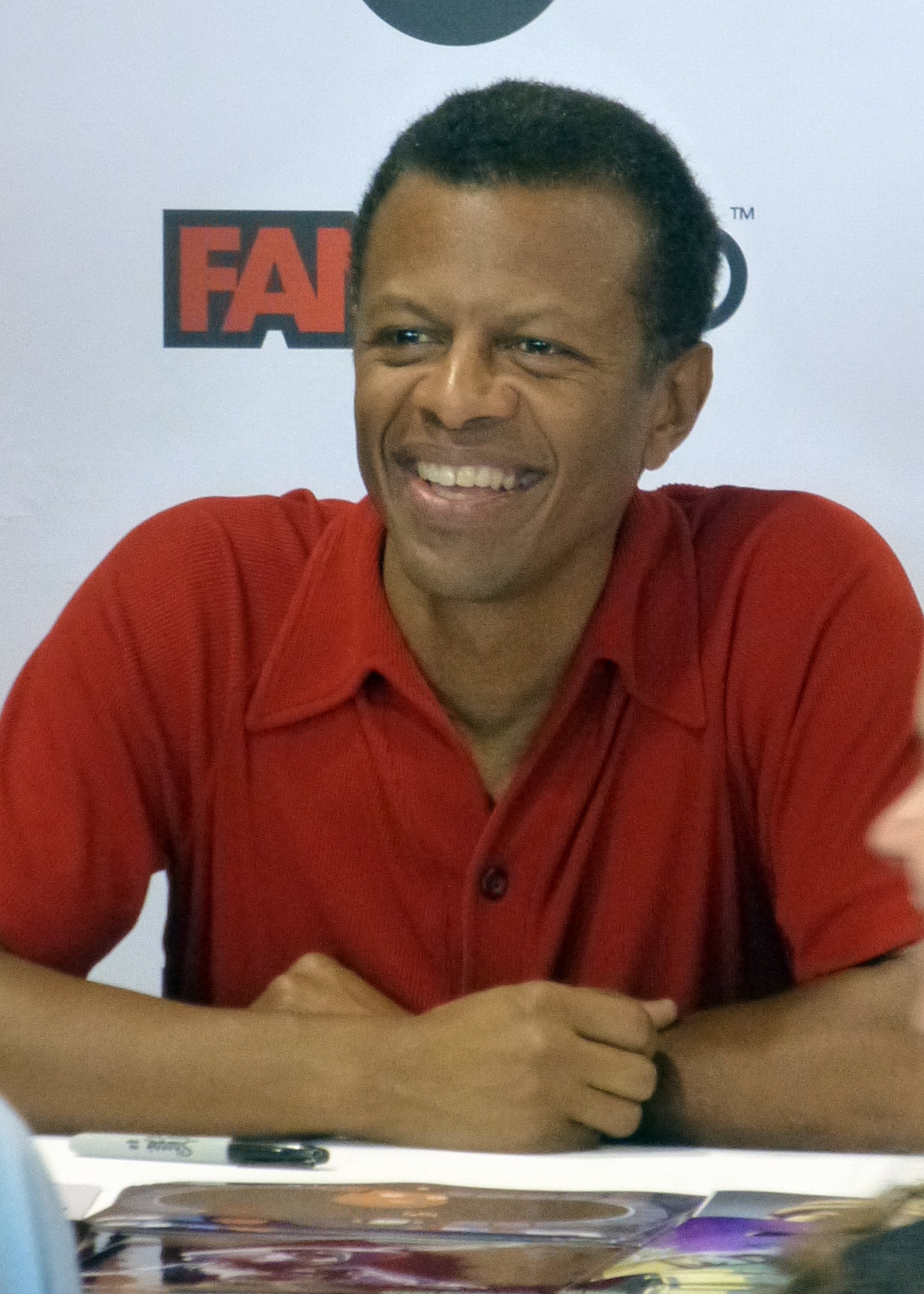
Phil LaMarr.
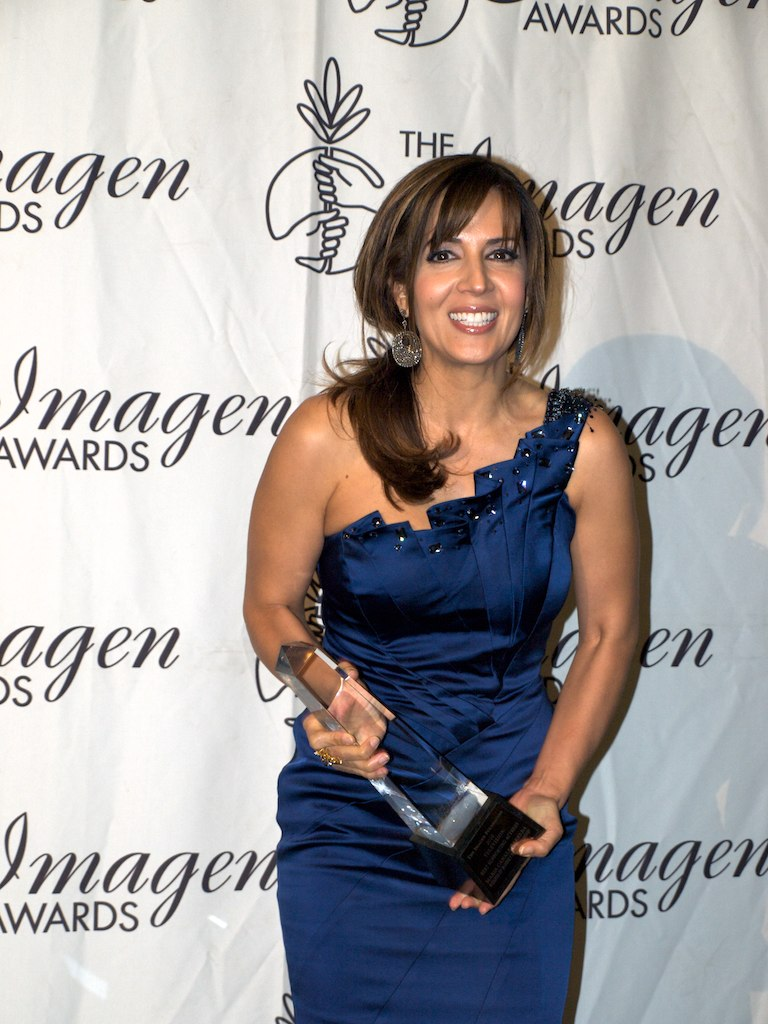
María Canals en 2010
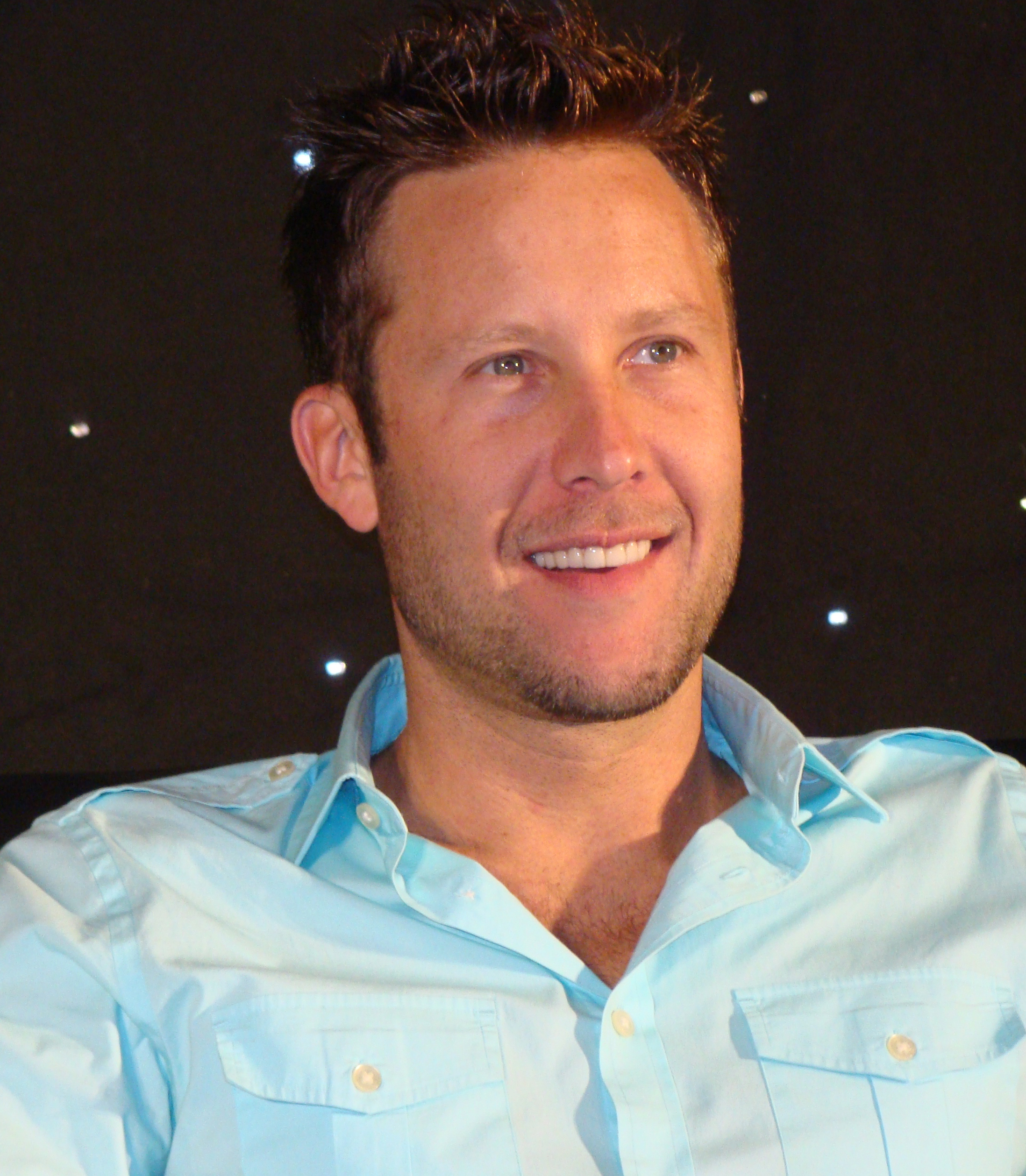
Michael Rosenbaum en 2010.

Photos des comédiens de la distribution des protagonistes secondaires de la série
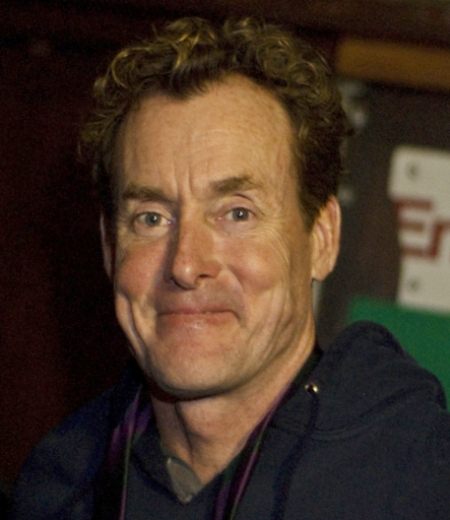
John C. McGinley en 2008.
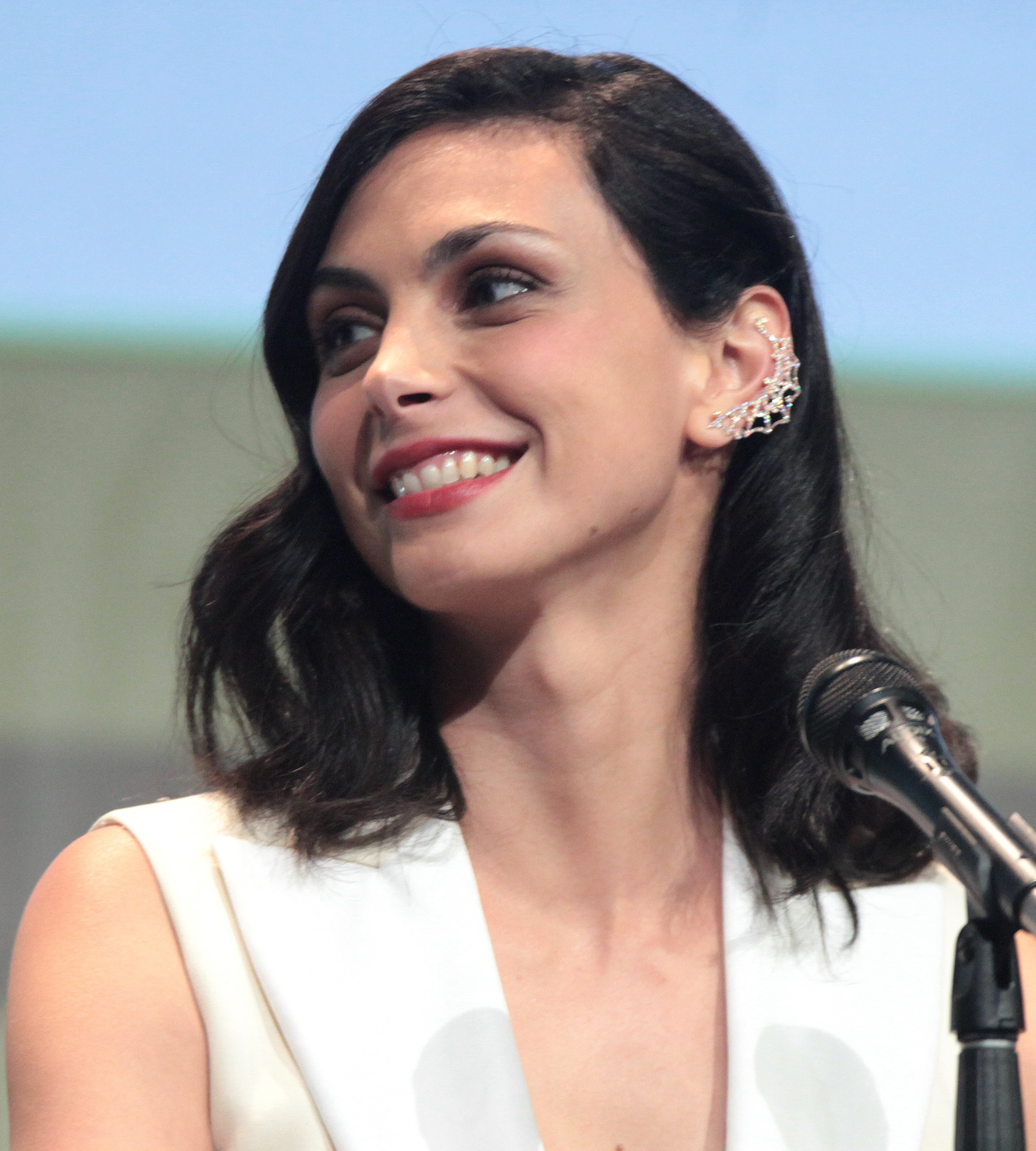
Morena Baccarin en 2015.
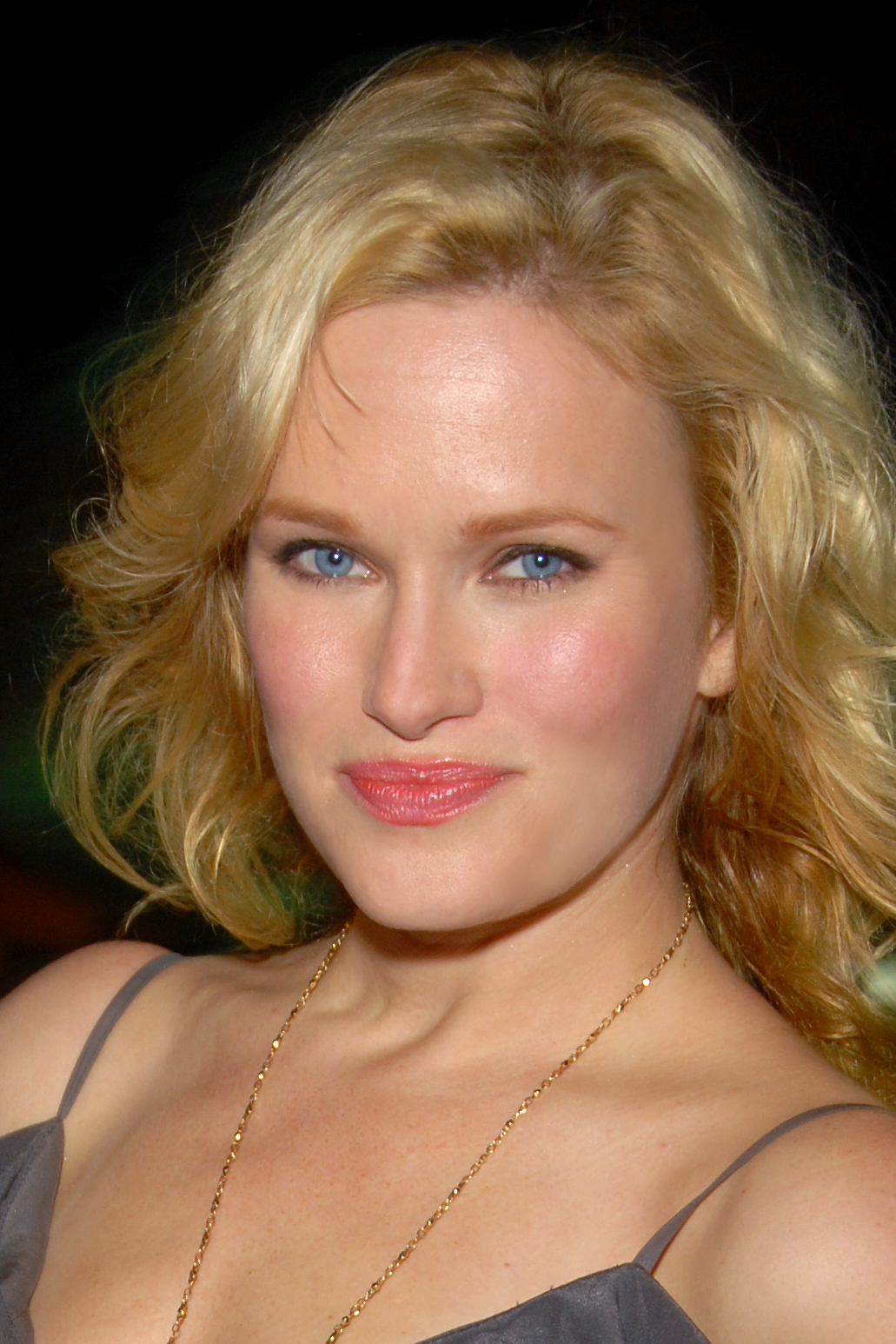
Nicholle Tom en 2009.
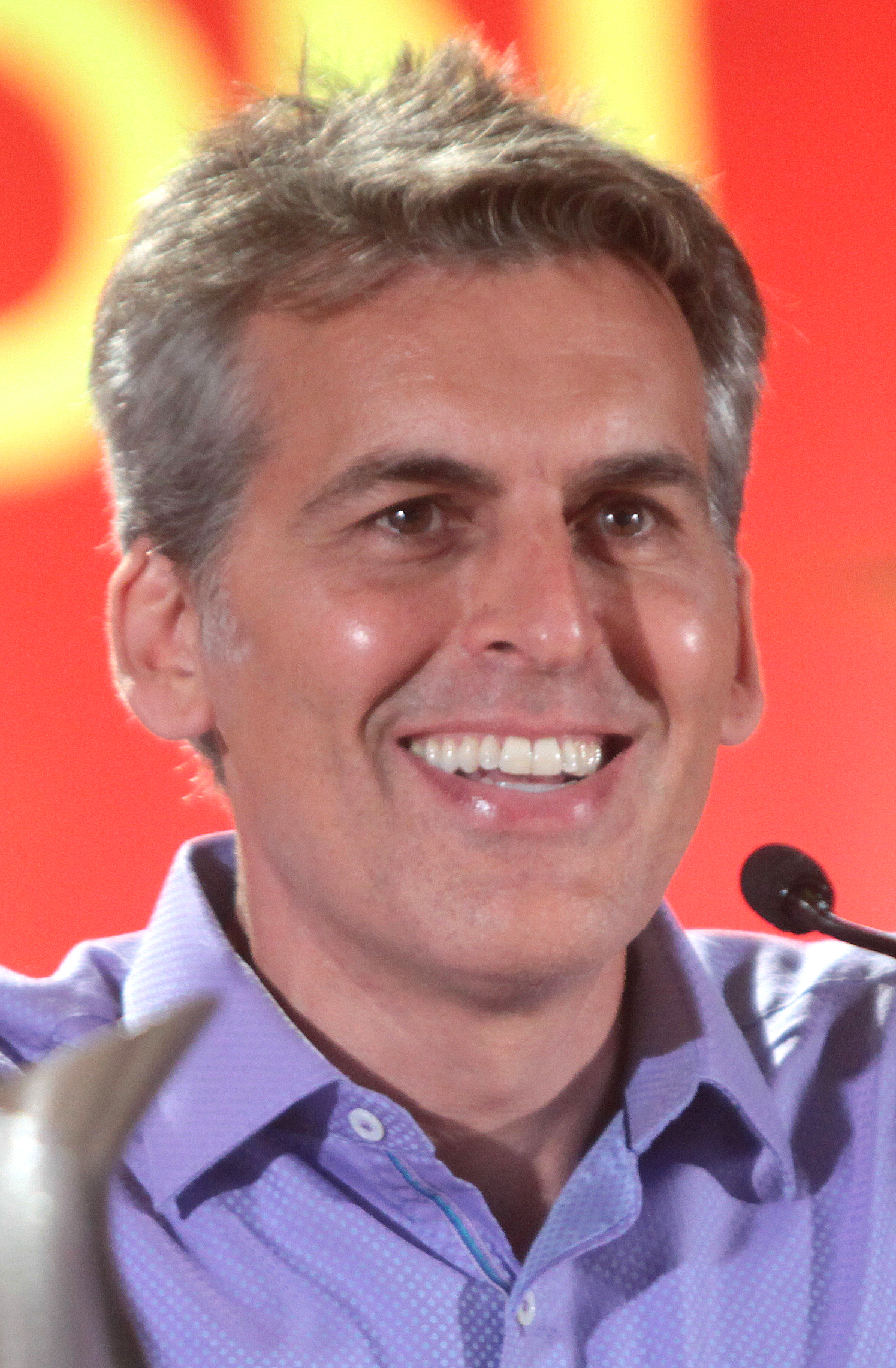
Oded Fehr en 2016.
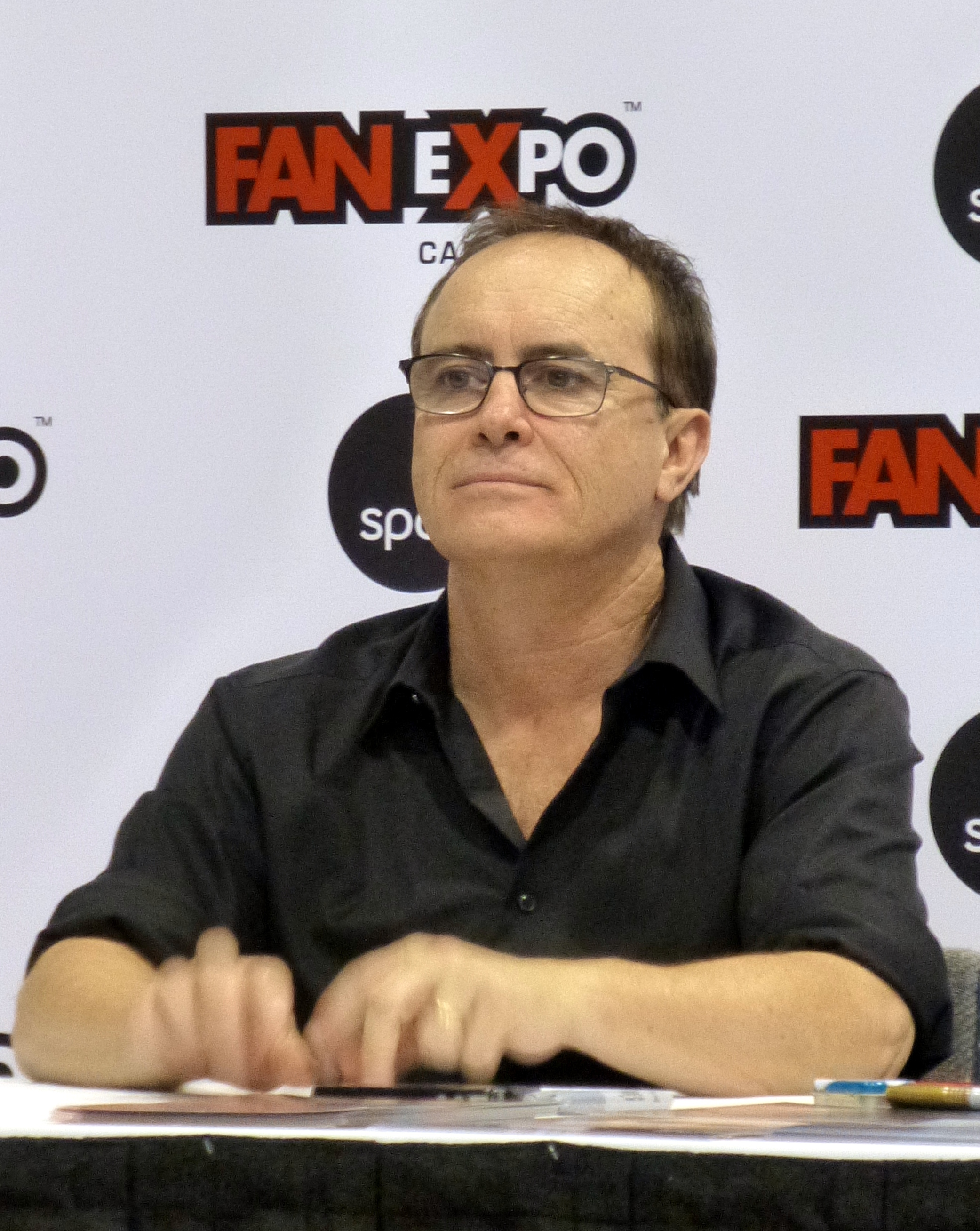
Jeffrey Combs en 2015.
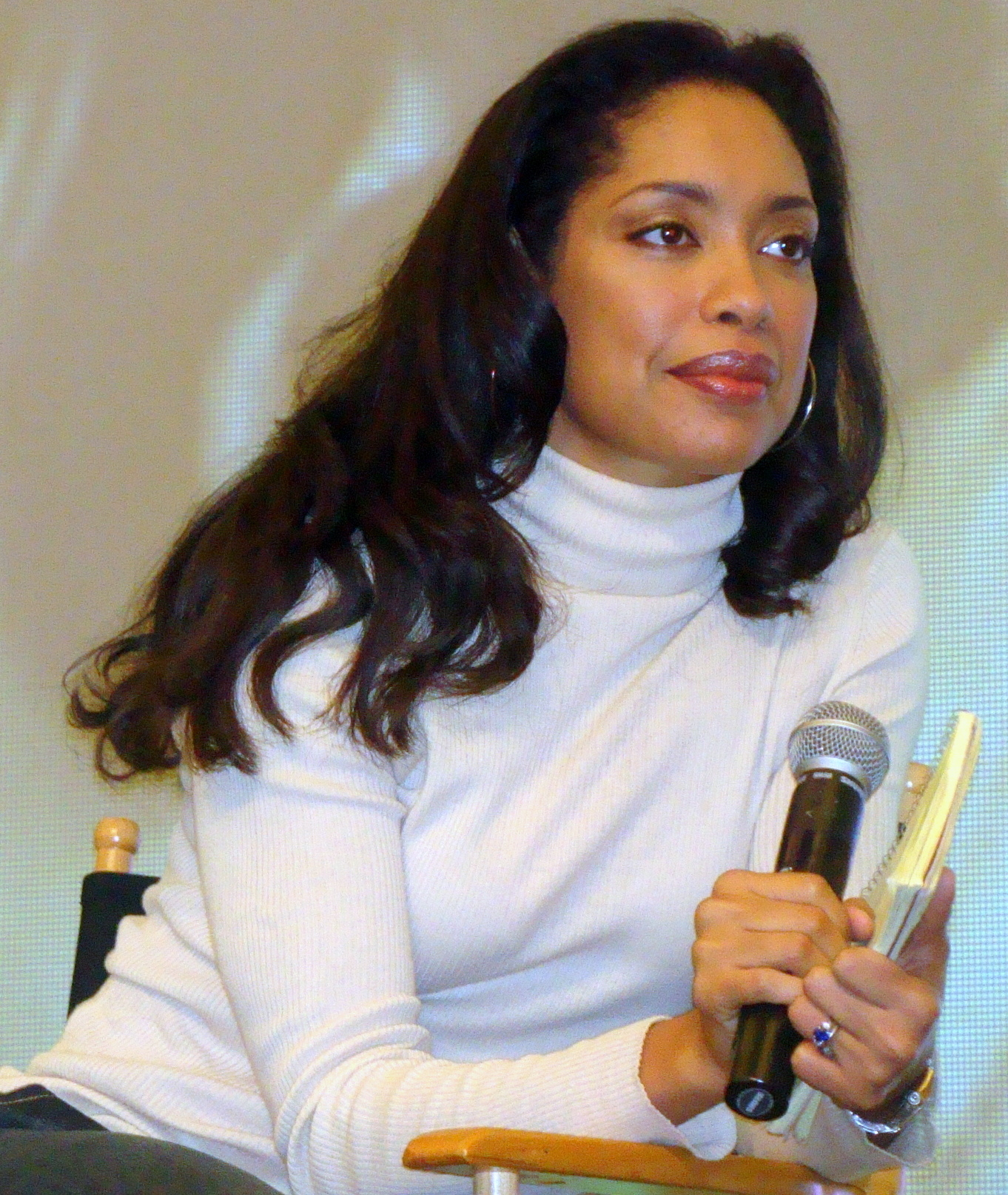
Gina Torres en 2008.
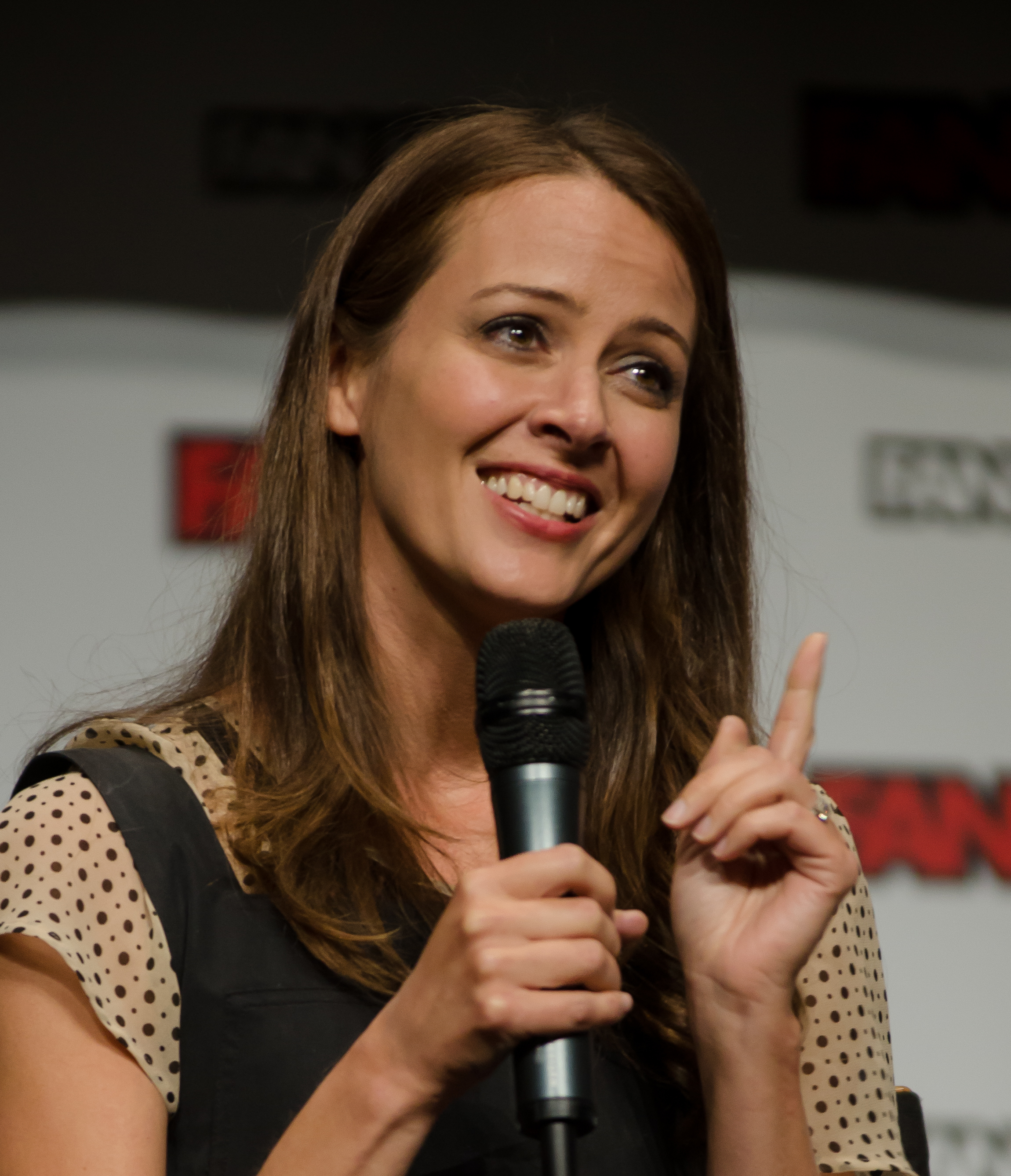
Amy Acker en 2015.
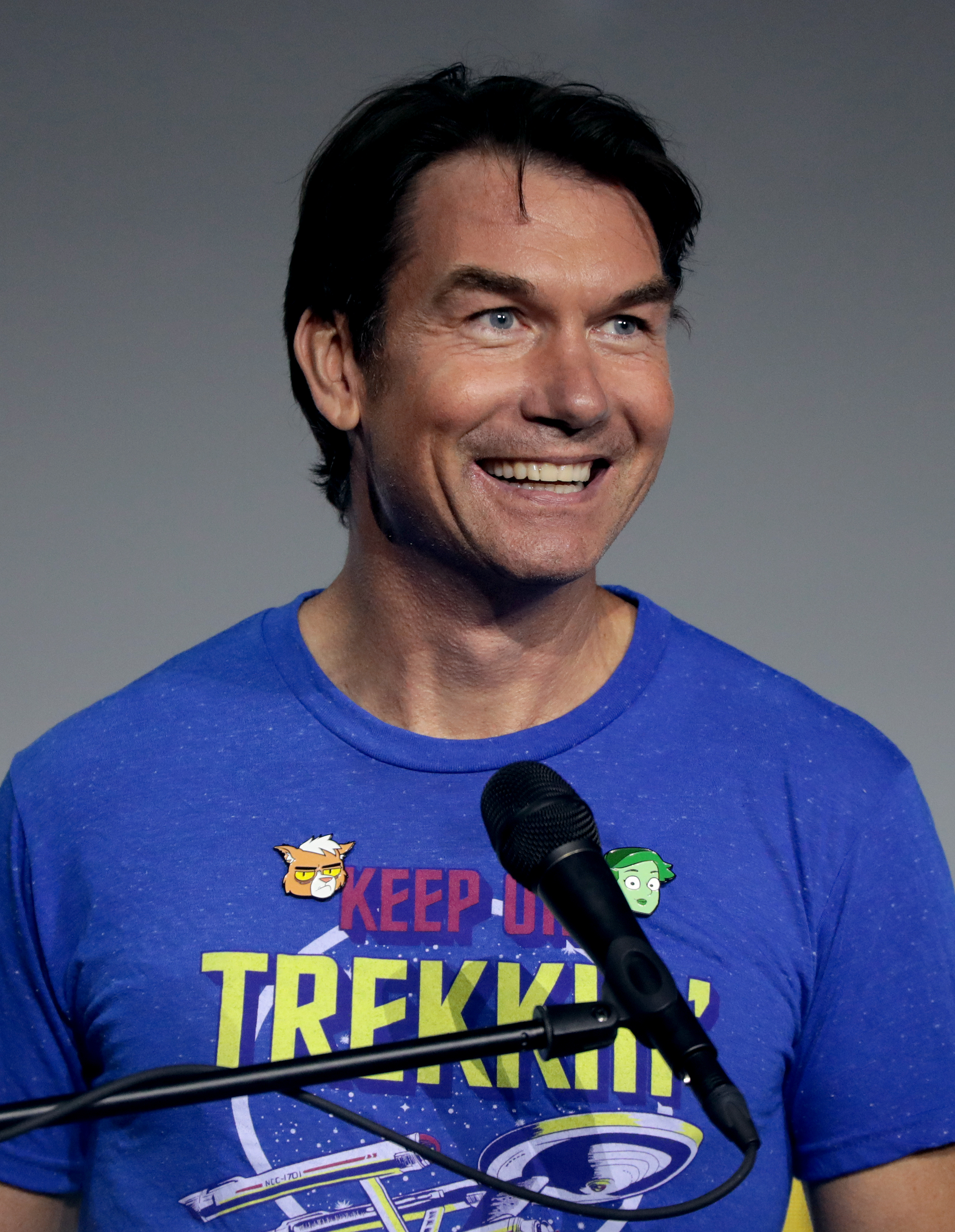
Jerry O'Connell en 2019.

Photos des comédiens de la distribution des autres protagonistes de la série
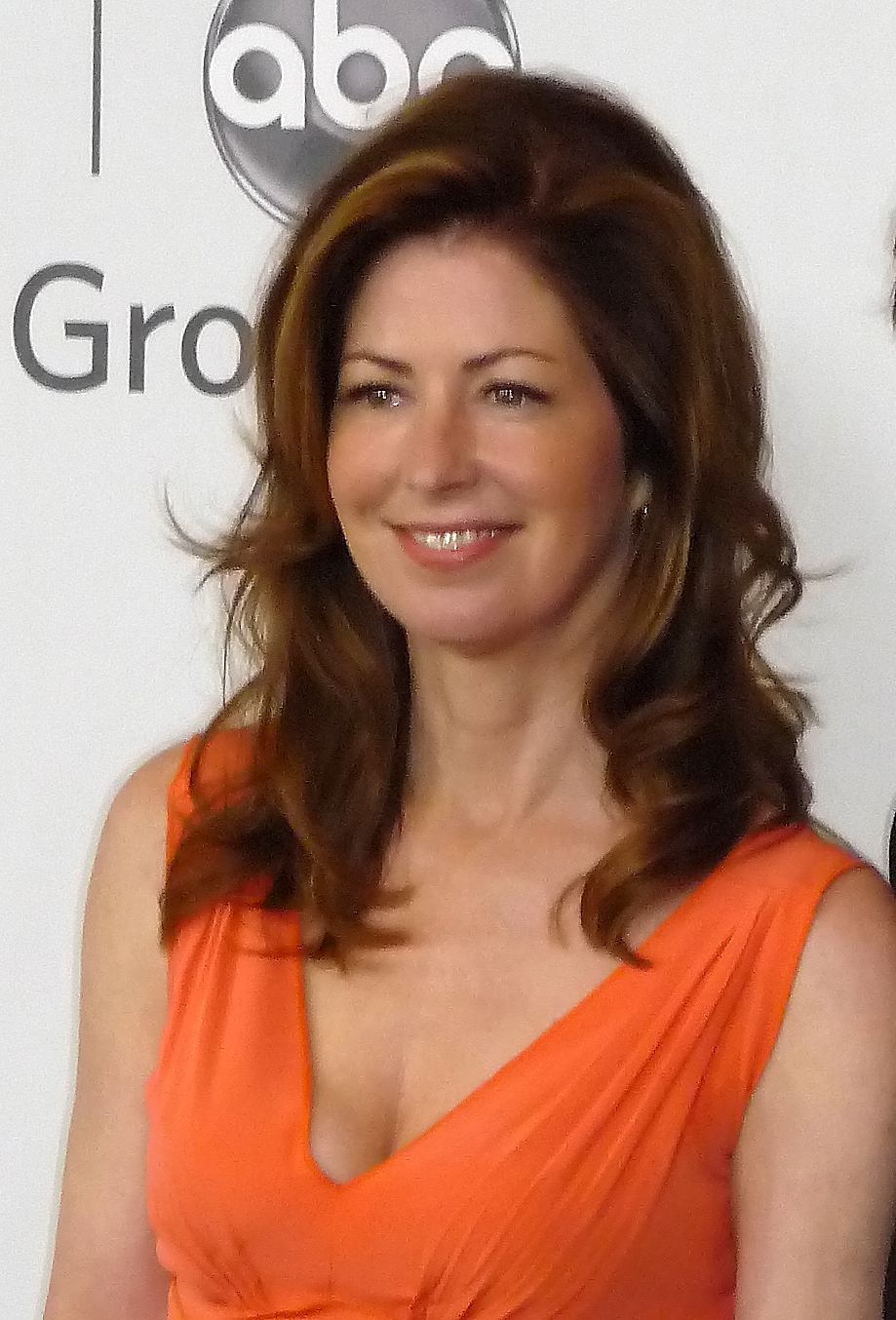
Dana Delany en 2010.
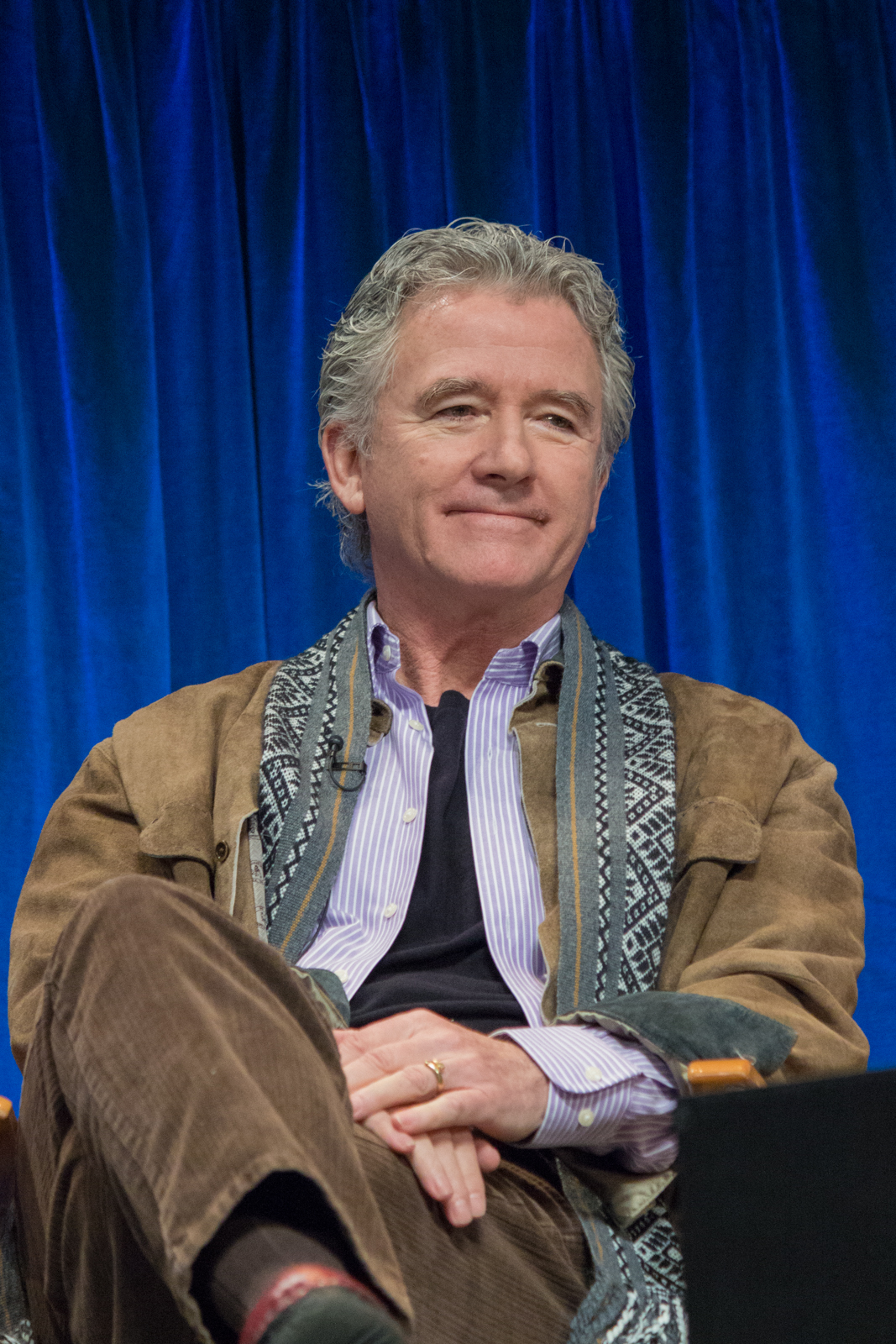
Patrick Duffy en 2013.
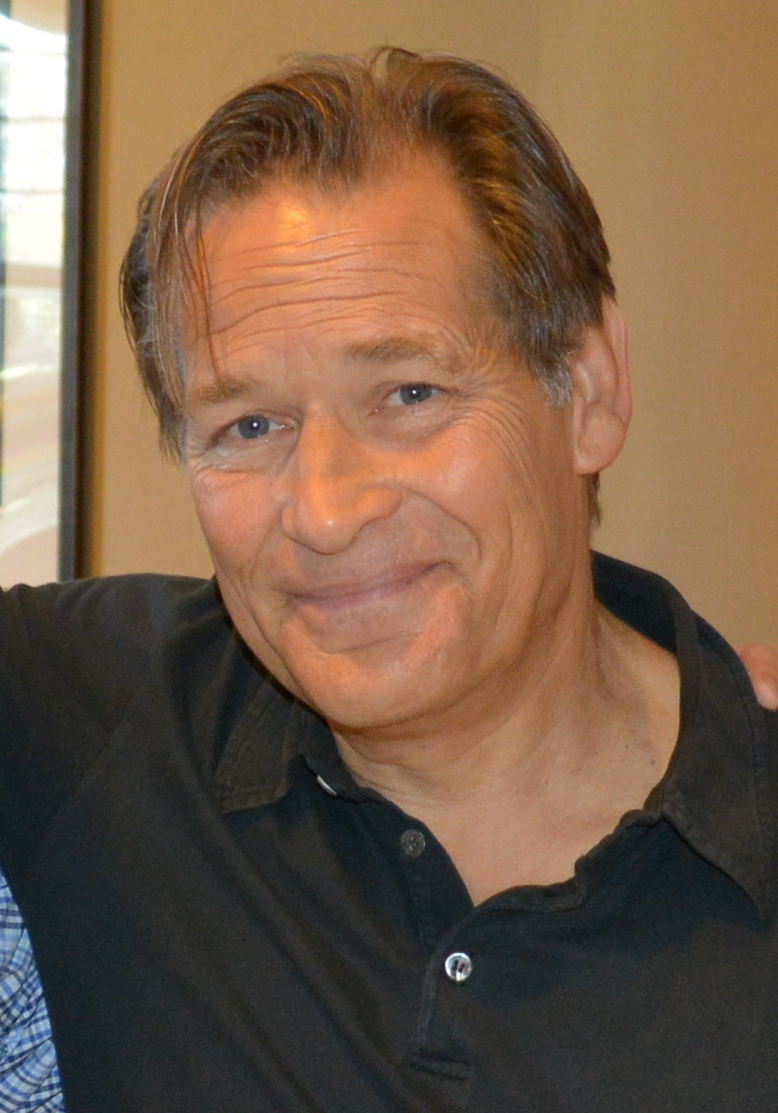
James Remar en 2013.
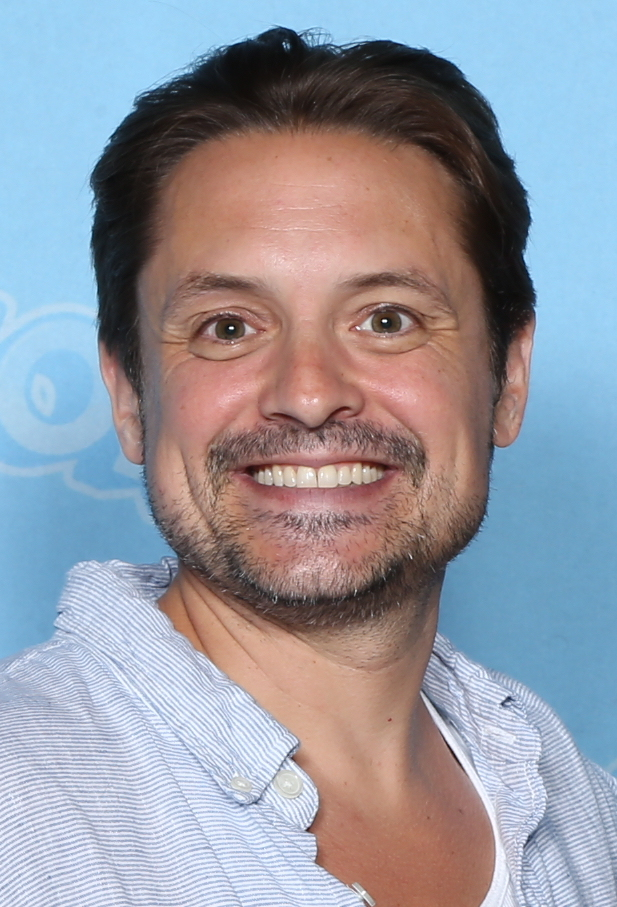
Will Friedle en 2014.
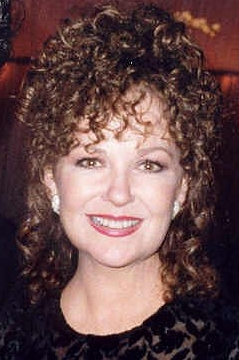
Shelley Fabares en 1991.
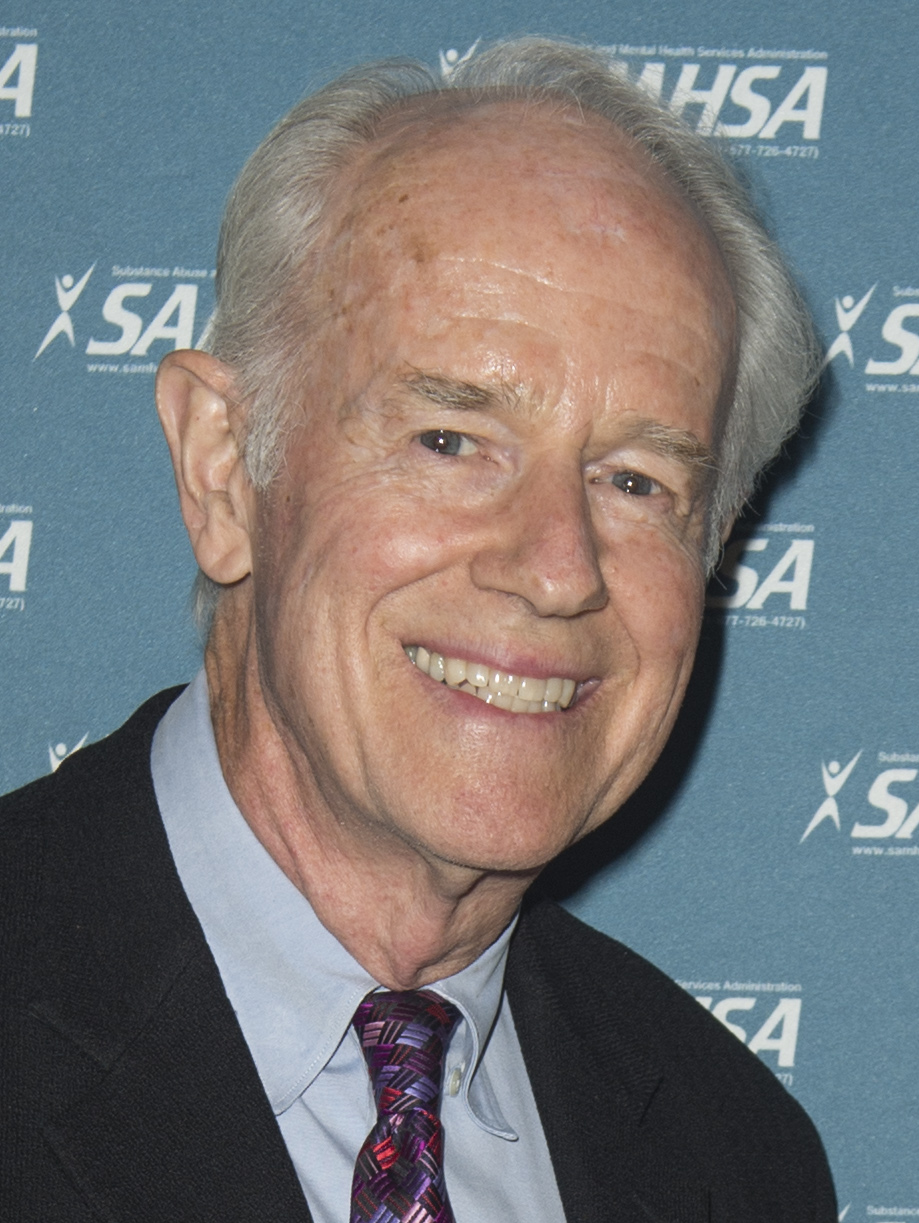
Mike Farrell en 2016.

### Ennemis

#### Legion of Doom
- Powers Boothe (VF : Marc Alfos ;  VF : Philippe Ogouz, 2e voix) : Gorilla Grodd
- Clancy Brown (VF : Jean-Bernard Guillard) : Lex Luthor
- Jennifer Hale (VF : Caroline Maillard ;  VF : Dominique Westberg, 2e voix) : Killer Frost
- Corey Burton[n 8] puis Malcolm McDowell (VF : Éric Chevallier ;  VF : Magid Bouali, 2e voix) : Metallo
- Alexis Denisof (VF : Gérard Dessalles) : Mirror Master
- Corey Burton[n 8] puis Bud Cort (VF : Roland Timsit) : Toyman
- Corey Burton: Weather Wizard
- Juliet Landau (VF : Dominique Westberg ;  VF : Véronique Augereau, 2e voix) : Tala (en)
- Stephen McHattie (VF : Jean-Claude Sachot ;  VF : Jean-Loup Horwitz, 2e voix) : Shade (en)
- Olivia d'Abo (VF : Josiane Pinson) : Star Sapphire (en)
- Sheryl Lee Ralph : Cheetah
- William Atherton : Doctor Destiny (en)
- Brian George (VF : Olivier Cordina) : le Parasite
- Jennifer Hale (VF : Dominique Westberg) : Giganta
- Ted Levine : Sinestro
- Michael Rosenbaum (VF : Thierry Hubert) : Doctor Polaris (en)
- Efrain Figueroa puis Jose Yenque (VF : Jérôme Frossard) : Copperhead (en)
- Ian Buchanan (VF : Jean-Louis Rugarli ;  VF : Jean-Loup Horwitz, 2e voix) : Ultra-Humanite

#### Apokolips
- Michael Ironside (VF : Bruno Dubernat ;  VF : Marc Alfos, 2e voix) : Darkseid
- Edward Asner (VF : Jean-Louis Rugarli) : Mamie Bonheur
- Michael Dorn : Kalibak
- Arte Johnson : Virman Vundabar (en)
- Rene Auberjonois : Desaad

#### Projet Cadmus
- CCH Pounder : Amanda Waller
- J. K. Simmons : Général Wade Eiling (en)
- Robert Foxworth : Professeur Emil Hamilton (en)
- Nicholle Tom : Galatea
- Adam Baldwin : Colonel Rick Flag
- Donal Gibson (en) : Captain Boomerang
- Michael Rosenbaum : Deadshot
- Alan Rachins : Temple Fugate
- Juliet Landau : Plastique
- James Sie : Wind Dragon
- Gregg Rainwater :	Long Shadow
- Grey DeLisle : Downpour et Shifter
- Armin Shimerman : Professeur Milo (en)

#### Autres antagonistes
- Phil Morris (VF : Patrick Larzille) : Vandal Savage
- Corey Burton (VF : Mathieu Buscatto ;  VF : Thierry Hubert, 2e voix) : Brainiac
- Victor Rivers (VF : Roland Timsit) : Commandant Hro Talak
- Julie Bowen (VF : Virginie Ogouz) : Aresia (en)
- Mark Hamill (VF : Pierre Hatet, Emmanuel Beckermann et William Coryn) : Le Joker, Solomon Grundy et Trickster
- Ron Perlman : Clayface
- Robert Englund (VF : Bruno Dubernat) : Felix Faust (en)
- Keith David (VF : Constantin Pappas) : Despero
- Richard Green (en) (VF : Roland Timsit) : Orm
- Eric Roberts : Mongul
- Michael Jai White : Doomsday
- Peter MacNicol (VF : Vincent Violette) : Chronos (en)
- Gary Cole (VF : Philippe Vincent) : Sénateur Carter
- Earl Boen (VF : Marcel Guido) : Simon Stagg (en)
- Arleen Sorkin (VF : Célia Charpentier) : Harley Quinn
- Lisa Edelstein : Mercy Graves
- Rene Auberjonois (VF : Patrice Dozier) : Kanjar Ro (en)
- Virginia Madsen (VF : Delphine Benko) : Roulette
- Glenn Shadix (VF : Jean-Claude Sachot) : Steven Mandragora
- James Remar (VF : Jean-Louis Rugarli) : Shadow Thief (en)
- Lex Lang (VF : Jean-François Aupied) : Captain Cold
- Diane Pershing : Poison Ivy
- Hynden Walch (VF : Célia Charpentier) : L'As
- Scott Menville (VF : Jean-Louis Rugarli) : Le Roi
- Tara Strong : La Reine
- Khary Payton : Le Dix
- Tomas Arana (VF : Pierre Dourlens) : Tharok (en)
- David Sobolov (en) (VF : Gérard Dessalles) : Persuader (en)

Photos des comédiens de la distribution des antagonistes principaux de la série
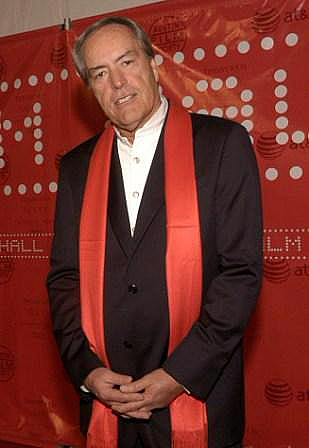
Powers Boothe en 2005.
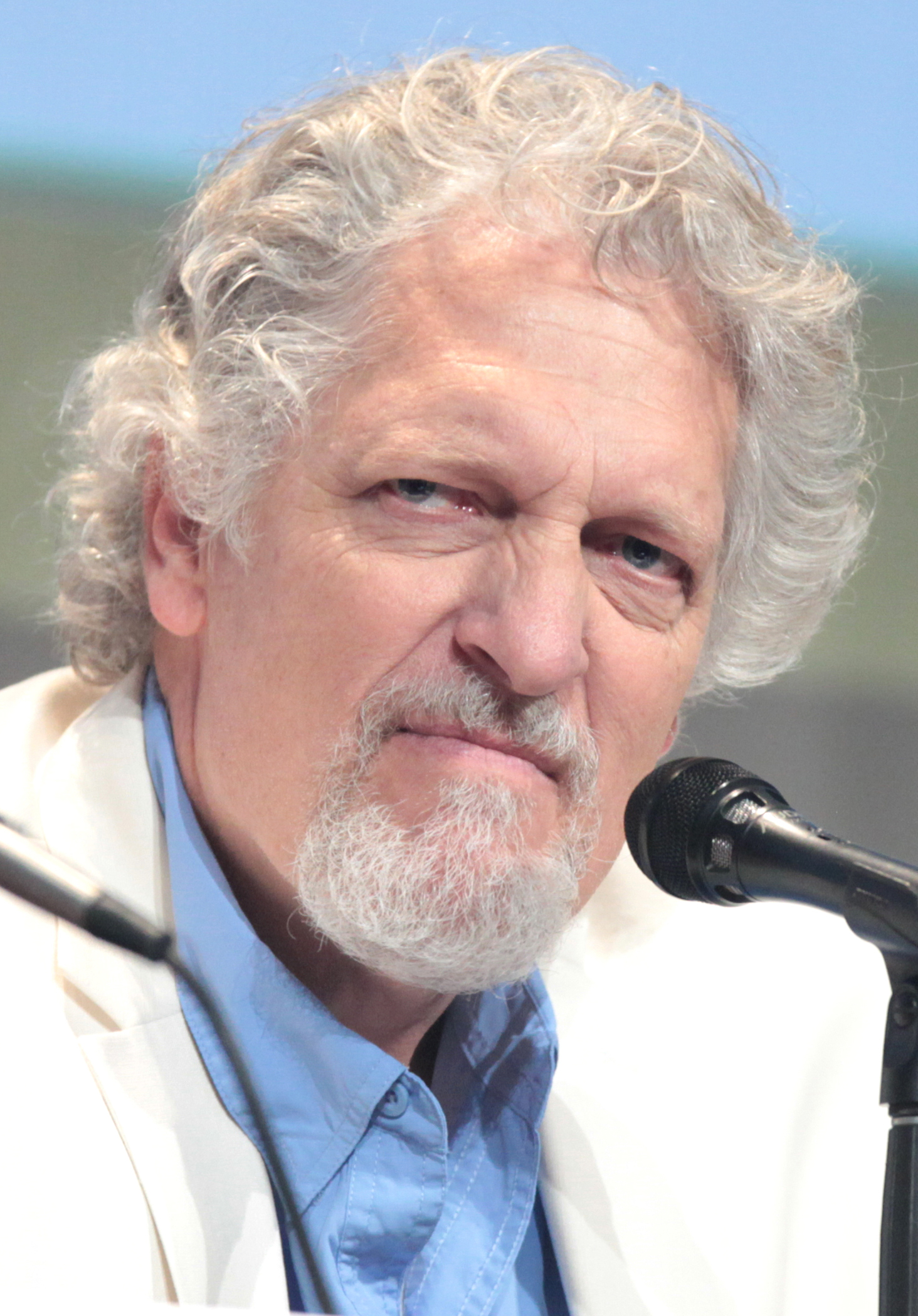
Clancy Brown en 2015.
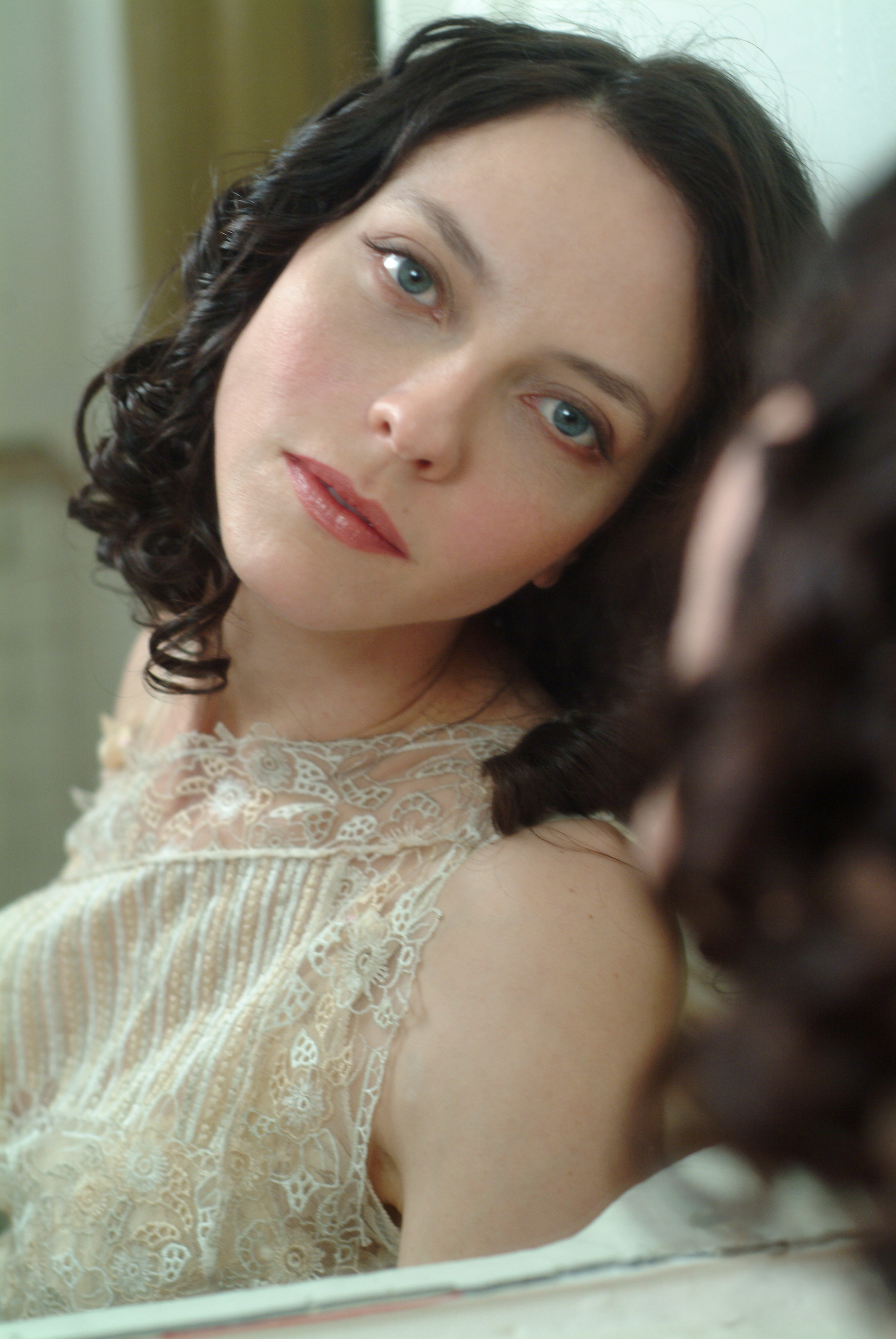
Juliet Landau en 2015.
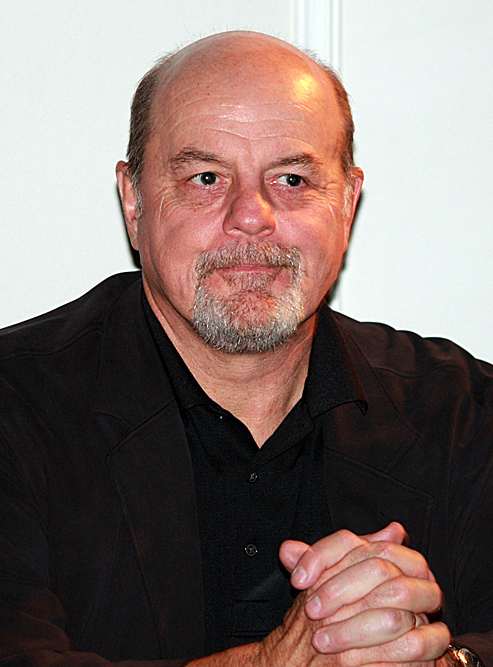
Michael Ironside.
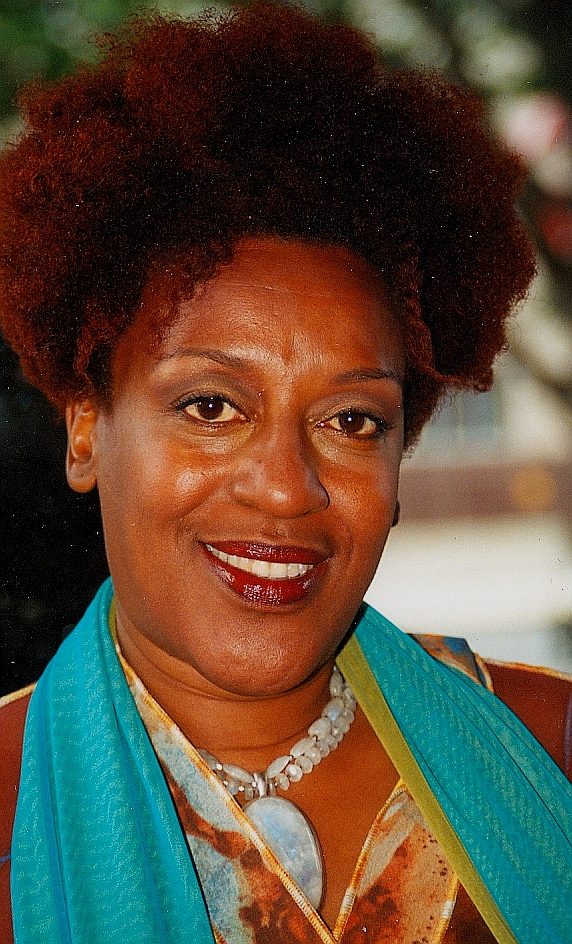
CCH Pounder en 2010.

Photos des comédiens de la distribution des antagonistes secondaires de la série
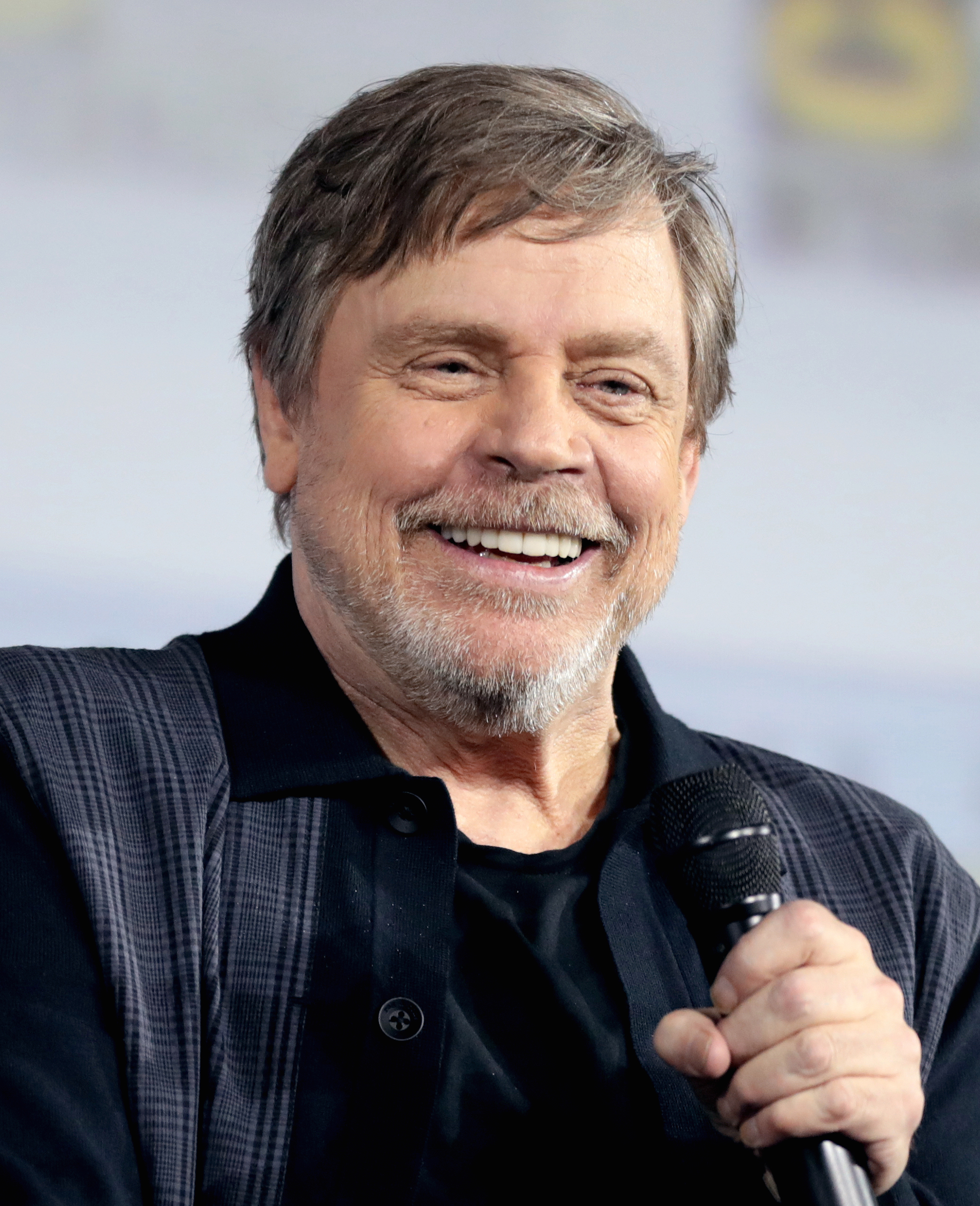
Mark Hamill en 2019.
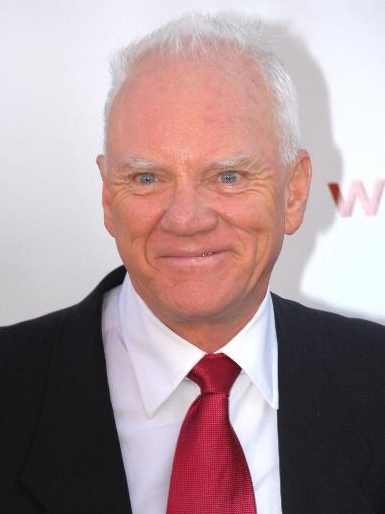
Malcolm McDowell en 2007.
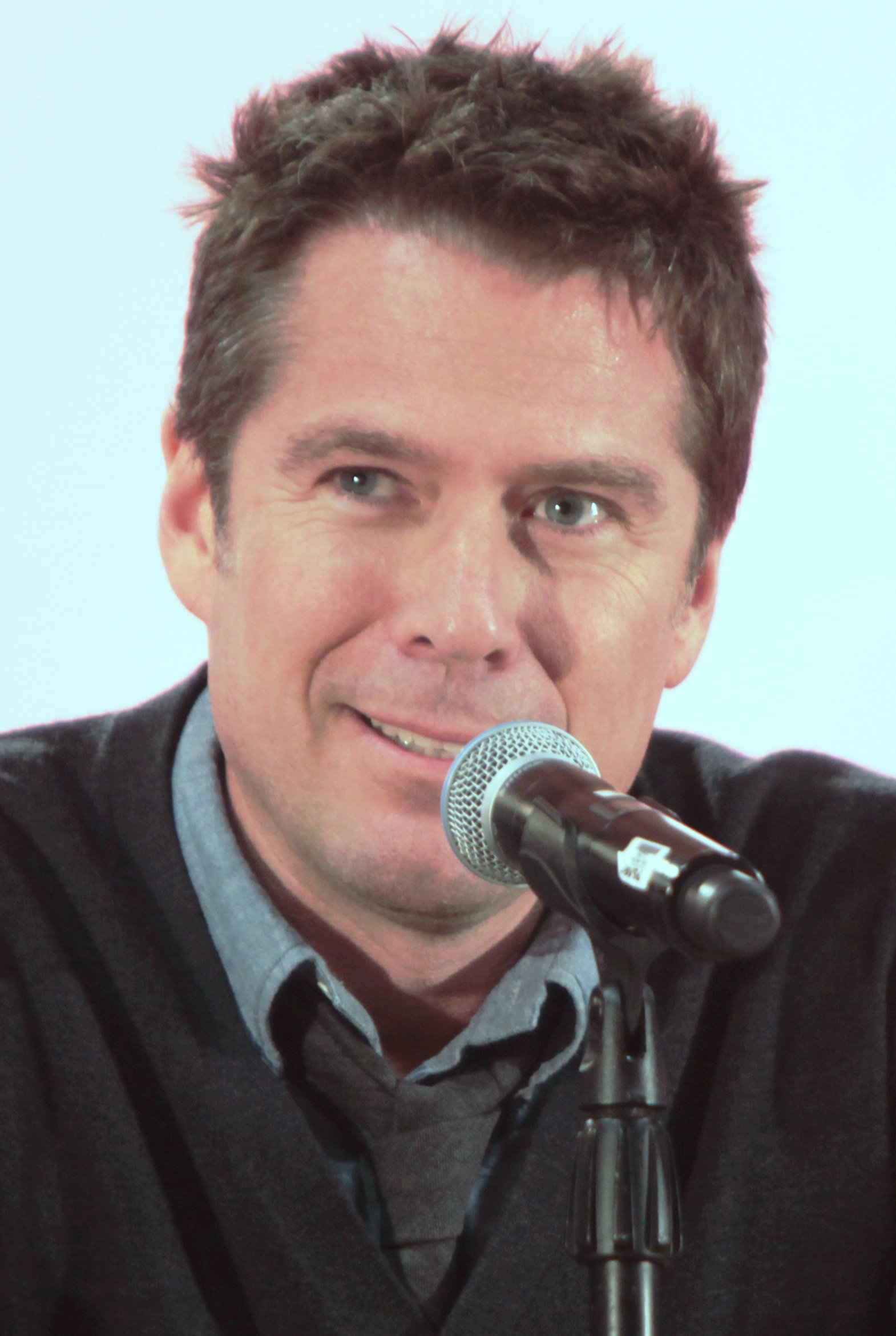
Alexis Denisof en 2015.
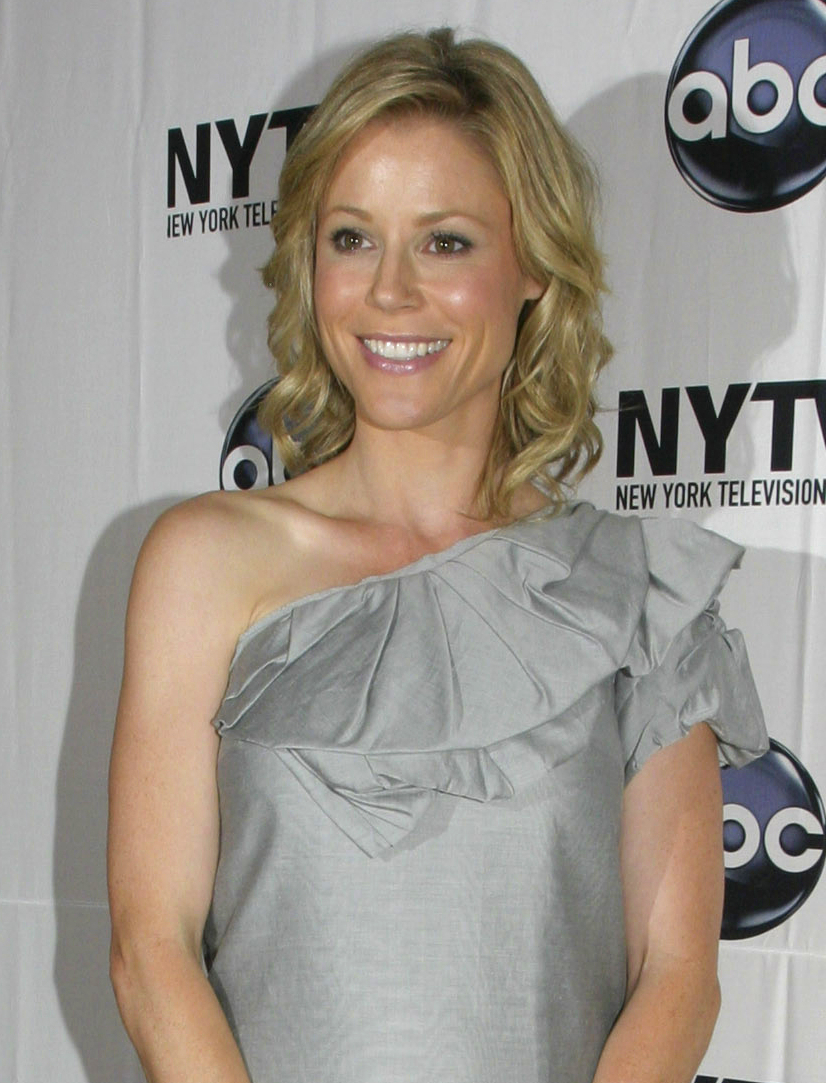
Julie Bowen en 2009.
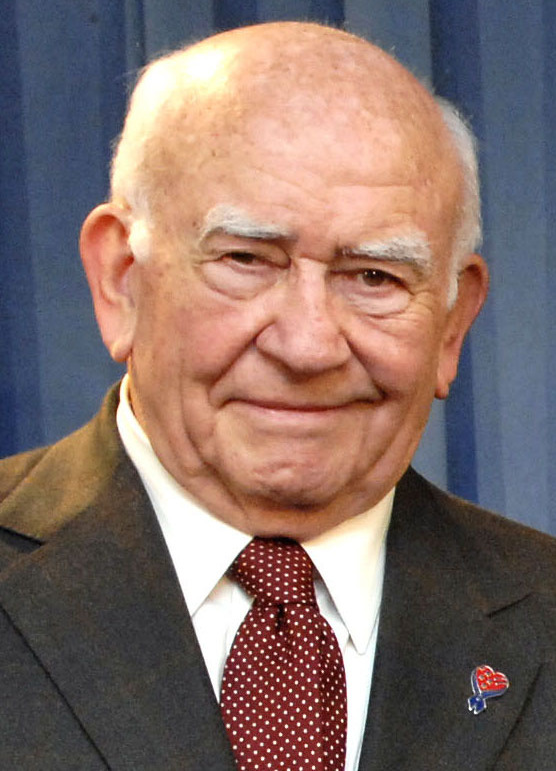
Edward Asner en 2006.
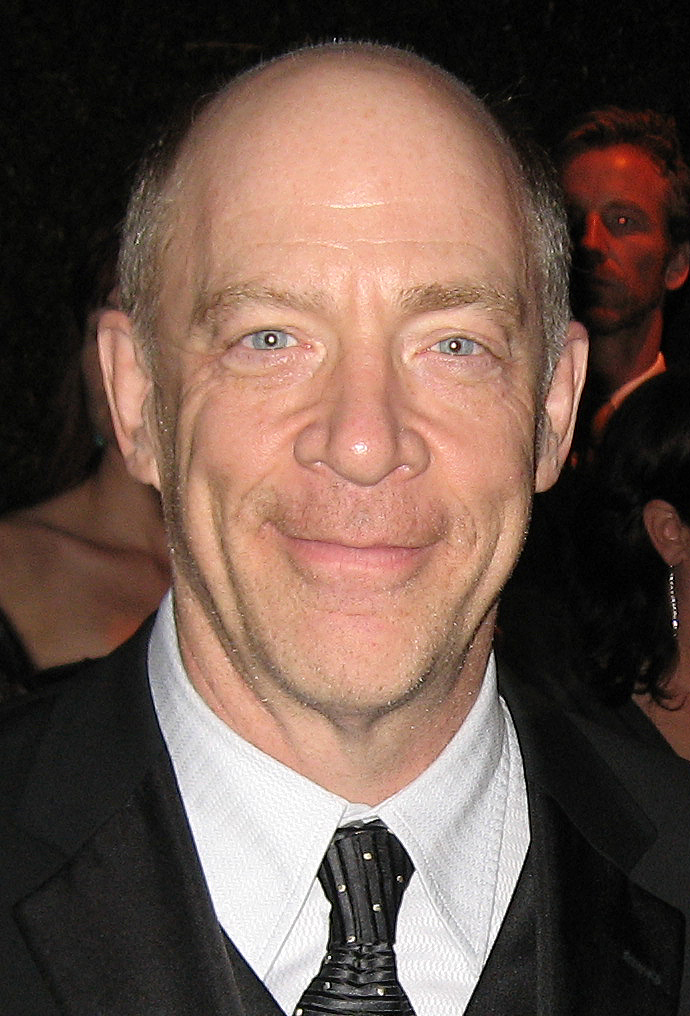
J.K. Simmons en 2009.
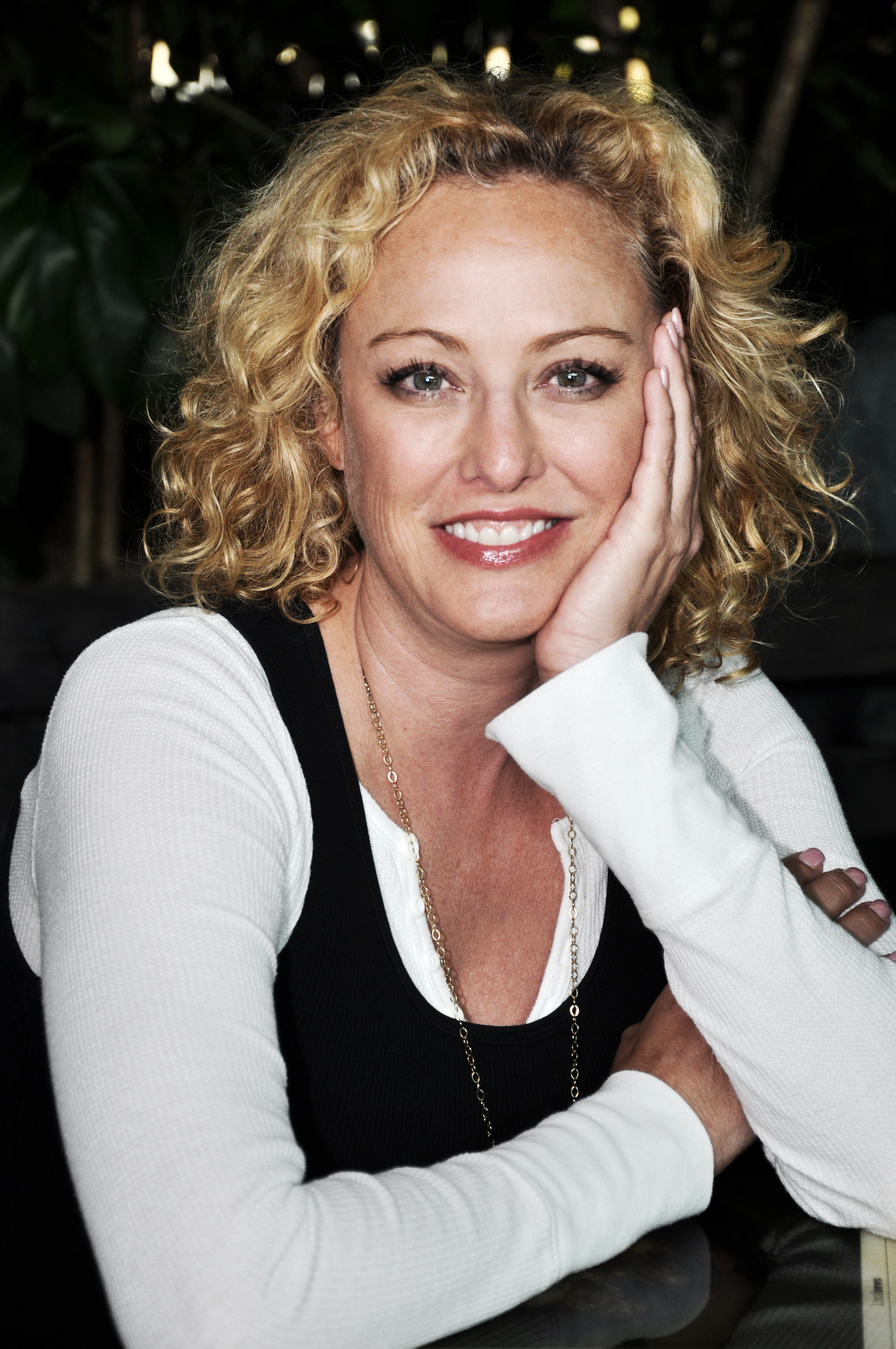
Virginia Madsen en 2012.
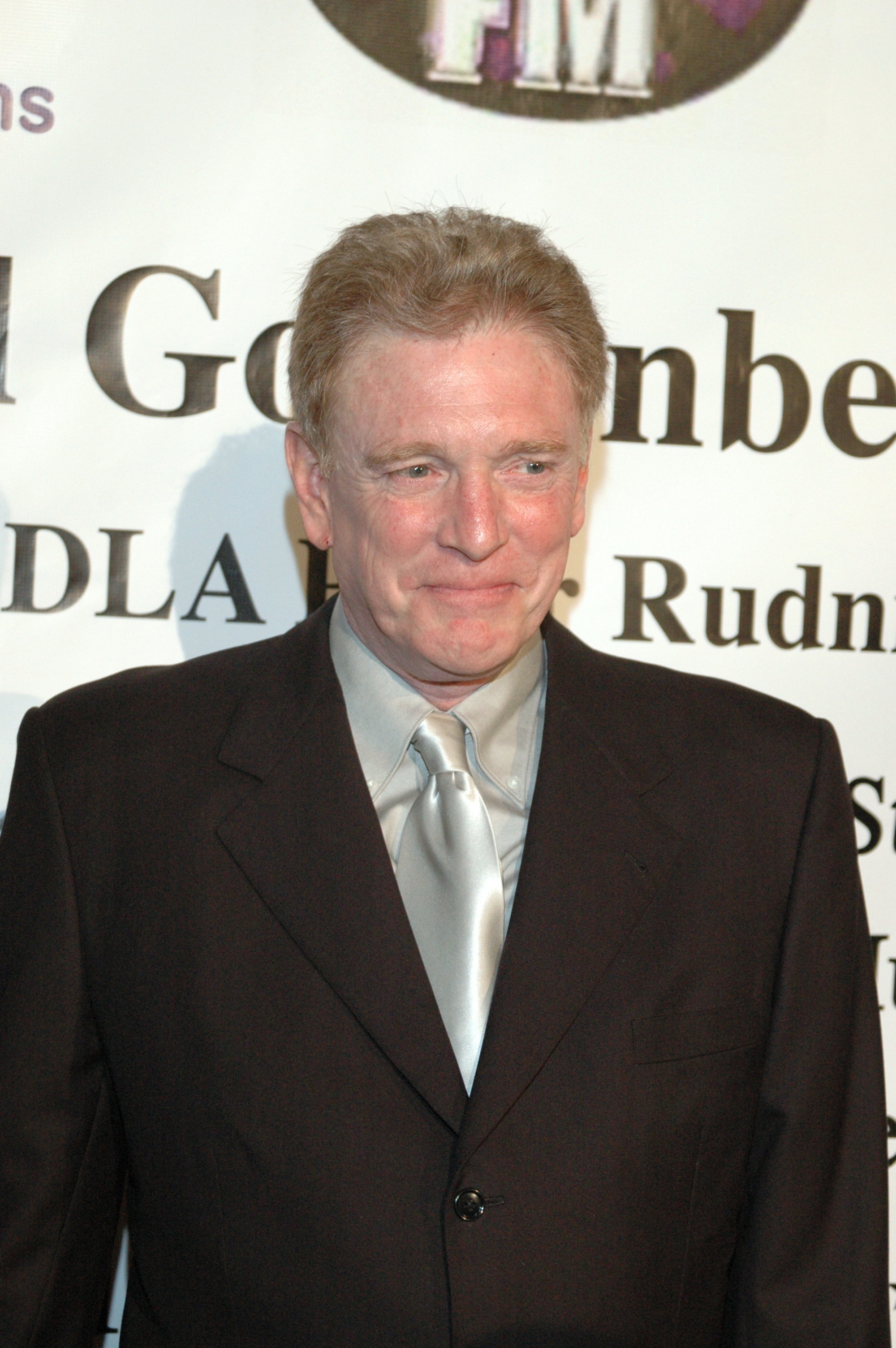
William Atherton en 2009.
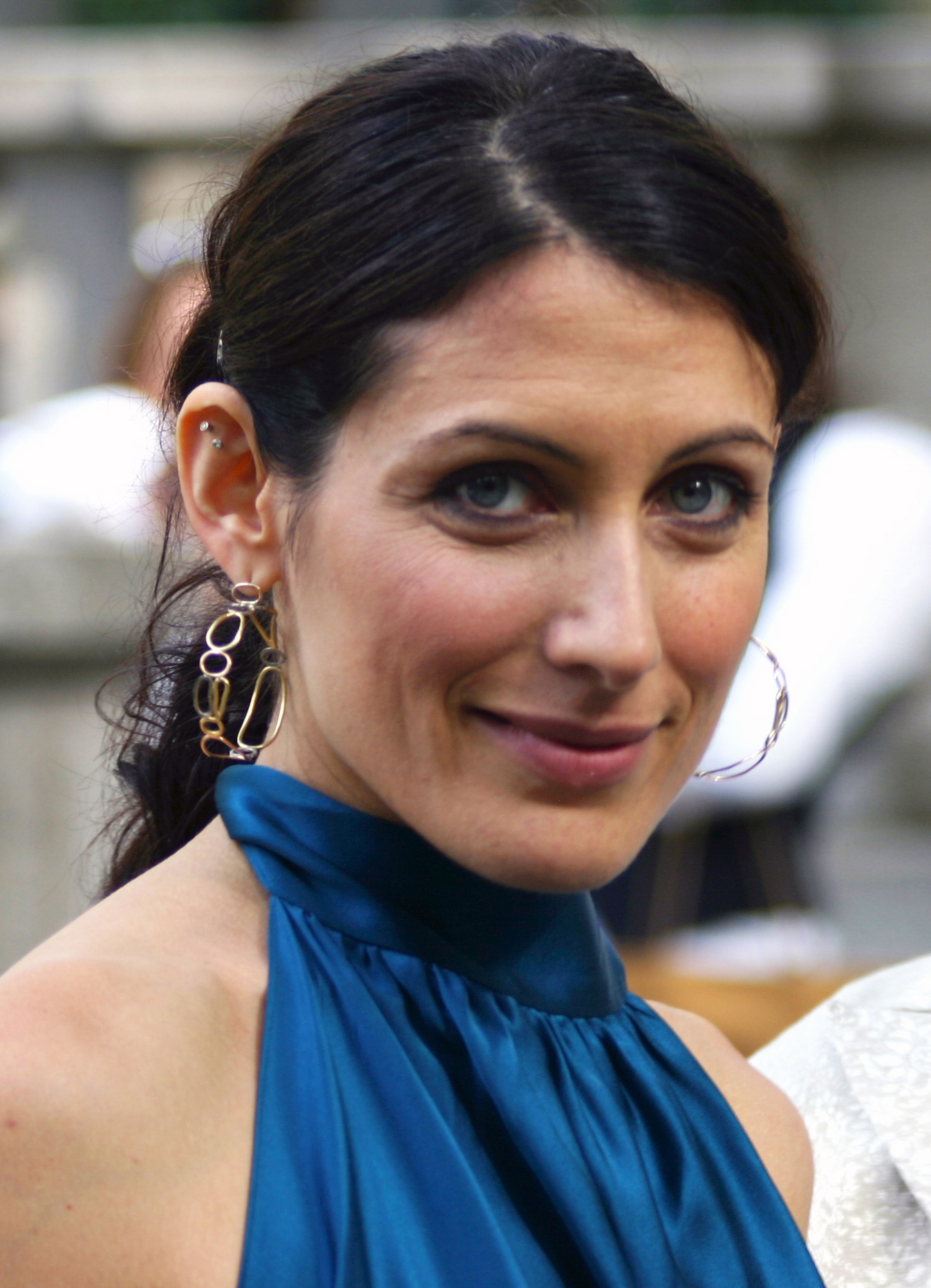
Lisa Edelstein en 2007.

### Autres personnages

#### Olympiens
- Michael York (VF : Jérôme Frossard) : Ares
- Rachel York (VF : Delphine Benko) : Circé (en)
- John Rhys-Davies[n 9] puis Bob Joles[n 10] (VF : Michel Clainchy ;  VF : François Siener, 2e voix) : Hades (en)
- Edward Asner (VF : Jean-Louis Rugarli) : Hephaistos (en)
- Jason Bateman (VF : Charles Germain) : Hermes (en)
- Susan Sullivan : Reine Hippolythe
- Laraine Newman (VF : Martine Meiraghe) : Méduse (en)

#### Table Ronde
- Michael T. Weiss (VF : Charles Borg ;  VF : Jean-François Vlérick, 2e voix) : Jason Blood / Etrigan
- William Morgan Sheppard : Merlin (en)
- Soren Fulton (VF : Delphine Benko) : Mordred
- Olivia d'Abo (VF : Agnès Manoury) : Morgaine le Fey (en)

#### Justice Guild
- Corey Burton : Dr Blizzard
- Jennifer Hale : Black Siren
- Neil Patrick Harris : Ray Thompson
- Jeffrey Jones : Sir Swami
- William Katt : Green Guardsman
- Udo Kier : Music Master
- Ted McGinley : Tom Turbine
- Michael McKean : Sportsman
- David Naughton : The Streak
- Stephen Root : Cat Man

#### New Genesis
- Mitchell Ryan : Hightfather
- Ron Perlman : Orion
- Rob Paulsen : Lightray
- Ioan Gruffudd : Mister Miracle
- Farrah Forke : Big Barda
- Dick Miller : Oberon

Photos des comédiens de la distribution secondaires de la série
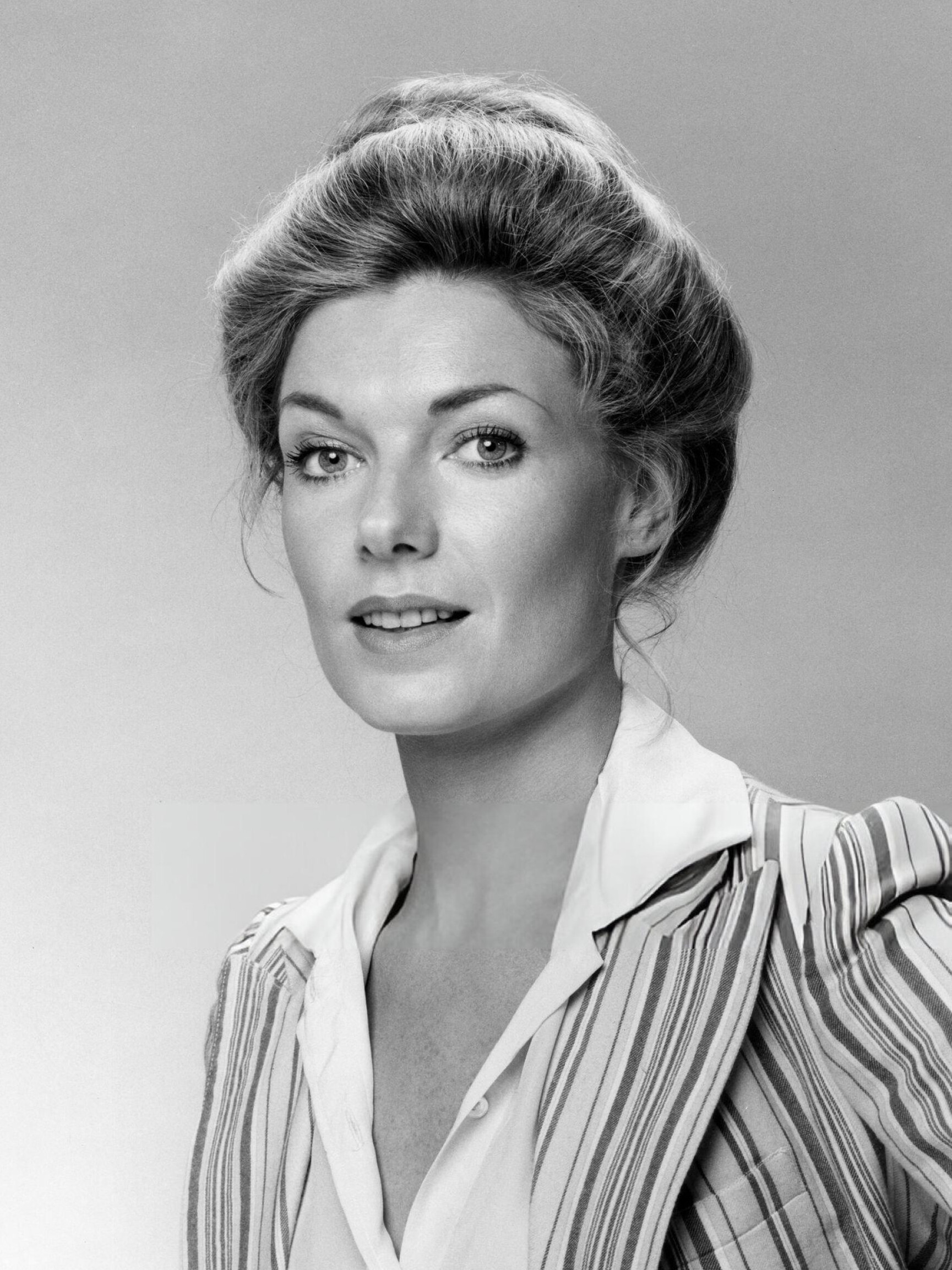
Susan Sullivan en 1976.
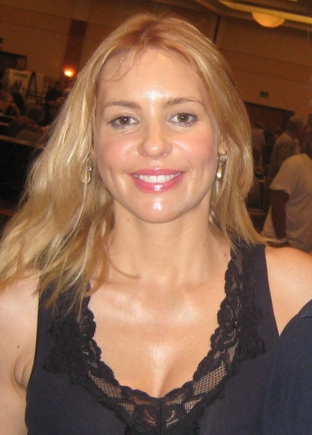
Olivia d'Abo en 2010.
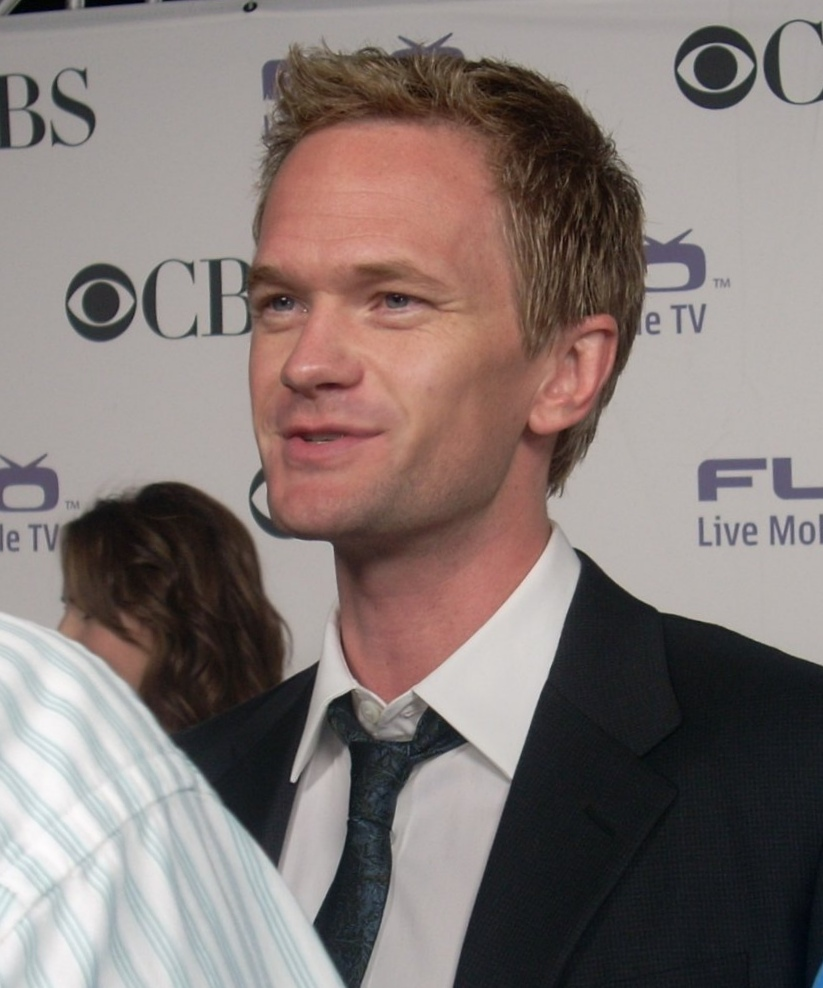
Neil Patrick Harris en 2008.

## Épisodes
| Saison | Épisodes | Diffusion                              |
| ------ | -------- | -------------------------------------- |
| 1      | 26       | Du 17 novembre 2001 au 9 novembre 2002 |
| 2      | 26       | Du 5 juillet 2003 au 29 mai 2004       |
| 3      | 13       | Du 3 juillet 2004 au 22 janvier 2005   |
| 4      | 13       | Du 29 janvier 2005 au 2 juillet 2005   |
| 5      | 13       | Du 17 septembre 2005 au 13 mai 2006    |

## Production

### Contexte
Le groupe dont les membres sont à l'époque Aquaman, Batman, Flash, Green Lantern, Martian Manhunter, Superman et Wonder Woman fait sa première apparition en 1960 dans le numéro 28 du comics The Brave and the Bold publié en mars 1960, puis a eu son propre comics.
Une série voit le jour en 1973, titré Super Friends et diffusée sur la chaine ABC, elle est diffusée jusqu'en 1983.
La série Justice League est la conclusion d'un univers partagé appelé DC Animated Universe et lancé le 5 septembre 1992 avec l'épisode On Leather Wings de la série Batman de 1992. Cet univers est composé de séries, films, comics et jeux vidéo. Parmi les principales œuvres se trouvent : les séries Batman de 1992, 1997 et 1999, les films Batman Batman contre le fantôme masqué, Batman et Mr. Freeze : Subzero, Batman, la relève : Le Retour du Joker et Batman : La Mystérieuse Batwoman, ainsi que la série Superman de 1996. Cette dernière comporte plusieurs crossover avec la série Batman de 1997 ainsi qu'une apparition de Flash.
De plus, une version futuriste de la Justice League est apparue dans la série Batman Beyond. Apparaissant dans l'épisode The Call, les membres sont : Superman, Mareena / Aquagirl, Big Barda, Kai-Ro / Green Lantern, Micron et Warhawk,,.

### Pilote
À l'instar du court métrage silencieux The Dark Knight's First Night pour la série Batman de 1992, un épisode pilote Justice League : First Mission a été conçu pour promouvoir la série,. D'une durée d'une minute trente, l'épisode mélange création et des images d'autres séries, comme ceux de l'épisode Golem de Batman Beyond,. Voulant au départ montrer des jeunes héros, on retrouve Robin, mais également Impulse l'équivalent de Flash, mais aussi une jeune afro-américaine décrite comme une version féminine de Cyborg. De la série, on retrouve Superman, Batman, Wonder Woman et Hawkgirl qui ont globalement la même apparence que dans la série ainsi que Martian Manhunter et Green Lantern qui pour ces deux derniers, ont subi plusieurs changements.

### Personnages
Les deux premières saisons se concentrent sur les membres fondateurs de la Justice League, à savoir : Superman, Batman, Martian Manhunter, Flash, Wonder Woman, Green Lantern et Hawkgirl.
Les deux premiers sont déjà apparus dans leurs séries respectives, Batman ayant même eu 3 films avant la série. Batman a une apparence plus proche des comics, ses oreilles ont été agrandies et des talons à ses bottes ont été rajoutés tandis que Superman a été rendu plus âgé, avec notamment une plus grosse pommettes ainsi que des traits sous ses yeux
Contrairement aux comics dans lesquels il est architecte, John Stewart fait partie des Corps des Marines des États-Unis. Il a les yeux verts. Bien qu'un autre Green Lantern, Kyle Rayner, soit déjà apparu dans la série Superman, ou que son homologue Hal Jordan soit plus connu à l'époque, il a été décidé d'inclure John Stewart pour plus de diversité,.
Contrairement aux séries Batman et Superman, les deux héros donnant leur nom à ces séries n'ont pas leurs acolytes habituels. Alfred Pennyworth et Lois Lane font leur retour dans la série le temps de quelques épisodes. Jimmy Olsen tient un maigre rôle. Les autres héros n'ayant pas eu leur propre séries rencontrent également plusieurs personnages de leurs univers respectifs. Ainsi, le Corps des Green Lantern apparait tandis que Steve Trevor fait une apparition dans l'épisode The Savage Time,.
À partir de la saison 3 le groupe s'étoffe. Certains héros déjà apparu dans d'autres séries apparaissent à l'instar de Supergirl, Zatanna ou de Steel
Pour ce qui est des ennemis, un groupe commence à se composer au fil des épisodes. On voit ainsi l'Injustice Gang (en), puis la Secret Society of Super Villains (en) et enfin la Legion of Doom (en),,. D'autres groupes comme la Superman Revenge Squad (en) ou les Fatal Five apparaissent également,.
La série montre le Projet Cadmus, apparu pour la première fois dans le comics Superman's Pal Jimmy Olsen,. Amanda Waller et le Général Wade Eiling (en) sont des membres éminents du groupe. Un épisode est d'ailleurs dédié à la Task Force X dont les membres sont le Colonel Rick Flag, Captain Boomerang, Deadshot, Temple Fugate et Plastique.
Reviennent de la série Superman, les membres de la planète Apokolips Darkseid, Mamie Bonheur, Kalibak, et Desaad ainsi que Brainiac.
La Justice Guild of America (en) présente dans l'épisode Legends est un hommage à la Justice Society of America de l'âge d'or des comics. La Justice Lords (en) s'inspire quant à elle du Crime Syndicate of America.

### Attribution des rôles

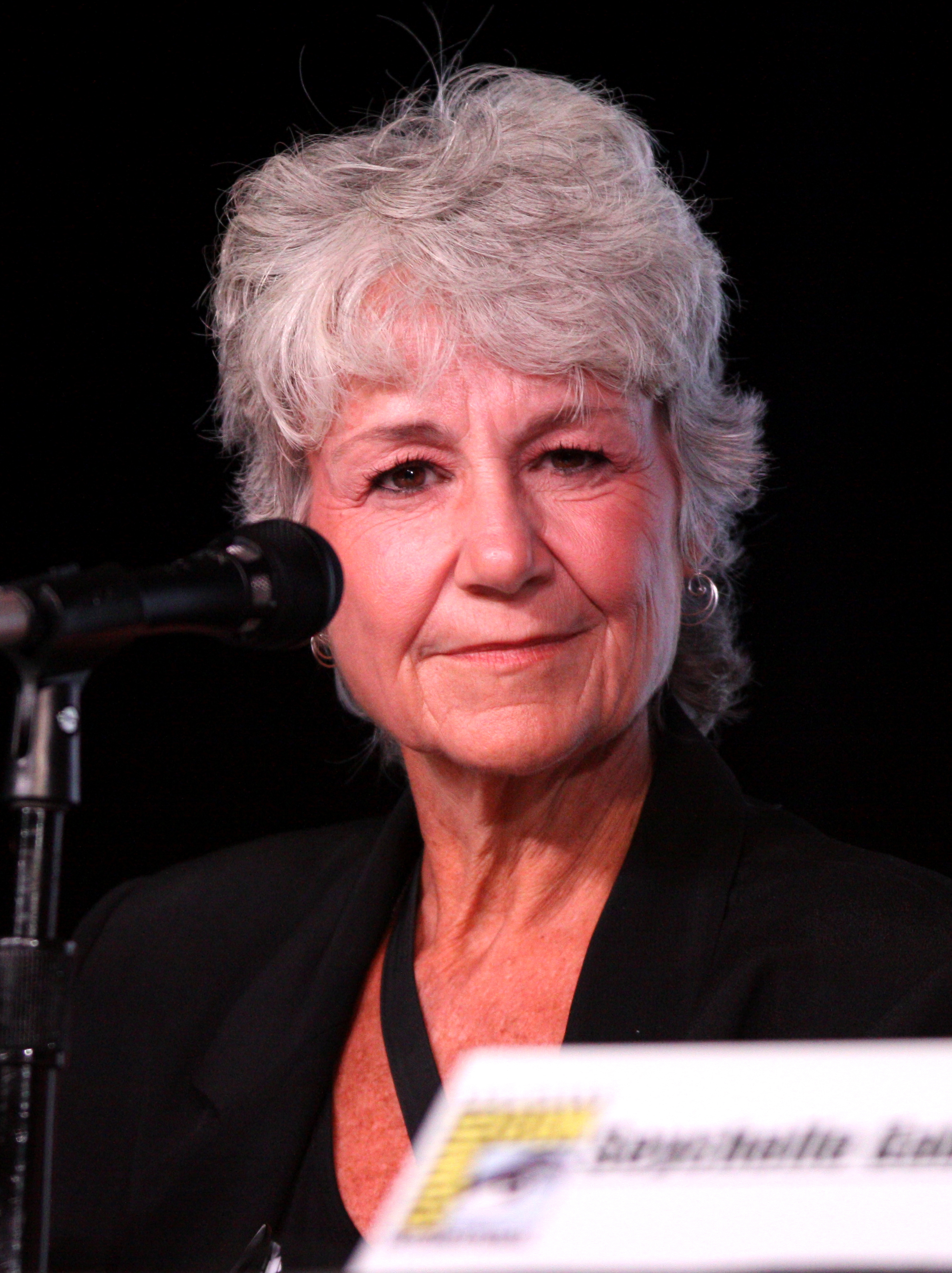
Souvent décrite comme l'arme secrète, Andrea Romano s'est occupée du choix et de la direction des comédiens de la série ainsi que du reste des œuvres du DCAU.

Pour ce qui est des interprètes, si Kevin Conroy reprend une nouvelle fois le rôle de Batman, 9 ans après l'avoir incarné pour la toute première fois dans sa propre série en 1992, il n'en est pas de même pour Tim Daly, l'interprète de Superman, qui accaparé par le tournage de la série Le Fugitif est remplacé par George Newbern,. Il n'est pas le seul changement par rapport à la série, puisque Flash qui est interprété par Charlie Schlatter dans l'épisode Speed Demons est remplacé par Michael Rosenbaum. Ce dernier joue au même moment Lex Luthor dans la série Smallville. Il n'est pas nouveau dans le DCAU, puisqu'il est la voix de Ollie dans Batman Beyond, et est en parallèle la voix de l'Agent Orin West dans la série Le Projet Zeta et de Trapper dans Static Shock.
À l'époque, Phil LaMarr qui interprète John Stewart / Green Lantern, est notamment connu pour son rôle de Marvin dans le film Pulp Fiction (1994) de Quentin Tarantino. Il s'est également spécialisé dans les voix de personnages et joue notamment Virgil Ovid Hawkins / Static (en) dans Static Shock, une autre série du DCAU diffusé à partir de 2000. Il reprend par ailleurs le personnage dans l'épisode crossover The Once and Future Thing, Part Two: Time, Warped. En parallèle, il est également la voix d'Hermes Conrad dans Futurama et de Samouraî Jack dans la série homonyme.
L'interprète de J'onn J'onzz / Martian Manhunter, Carl Lumbly, est notamment apparu dans les séries Cagney et Lacey et MANTIS. Au même moment, il joue l'un des rôles principaux de la série d'espionnage Alias portée par Jennifer Garner. Susan Eisenberg, qui prête sa voix à Wonder Woman, n'est pas connue à l'époque, n'ayant pas joué dans beaucoup de films ou de séries devant la caméra. Elle a fait quelques voix, dont celle de Viper dans la série Jackie Chan. Il en est de même pour l'interprète d'Hawkgirl, Maria Canals Barrera, qui était apparue dans quelques épisodes de séries télévisées dont la télénovela Marielena.
Comme pour les précédentes productions du DCAU, de nombreux invités font partie de la distribution. Ainsi Keith David campe Despero, Michael Ironside et Brad Garrett reprennent respectivement les rôles de Darkseid et Lobo tandis qu'en plus de reprendre le Joker, Mark Hamill fait la voix de Solomon Grundy ainsi que celle de Trickster, rôle qu'il tient dans la série Flash de 1990.
Dans l'épisode Kids' Stuff, les versions jeunes de Batman, Green Lantern, Superman et Wonder Woman, sont respectivement interprétées par Kyle Alcazar, Marc John Jefferies, Shane Haboucha et Dakota Fanning. Le Gang du Flush Royal est interprété par les comédiens de la série Teen Titans.

## Musique
La bande originale de la série, signée Lolita Ritmanis, Michael McCuistion et Kristopher Carter, est véritablement très soignée et remarquablement composée. Après de multiples recommandations des fans, LaLaLand Records propose ce coffret (à 3000 unités seulement) à l'achat pour une cinquantaine de dollars. Tous les épisodes ne sont malheureusement pas présents et certaines pistes manquent à l'appel, figurant pourtant parmi les épisodes choisis.

## Postérité

### Jeux
Deux jeux basés sur la série sont sortis sur Game Boy Advance : Justice League: Injustice for All en 2002 et Justice League: Chronicles en 2003.

### Une suite en comics
Publié à partir de mai 2021, le comics Justice League Infinity fait suite à la série.
Le sort des Justice Lords est raconté dans le comics Batman Beyond.